# Sardaigne
Vous lisez un « article de qualité » labellisé en 2006.

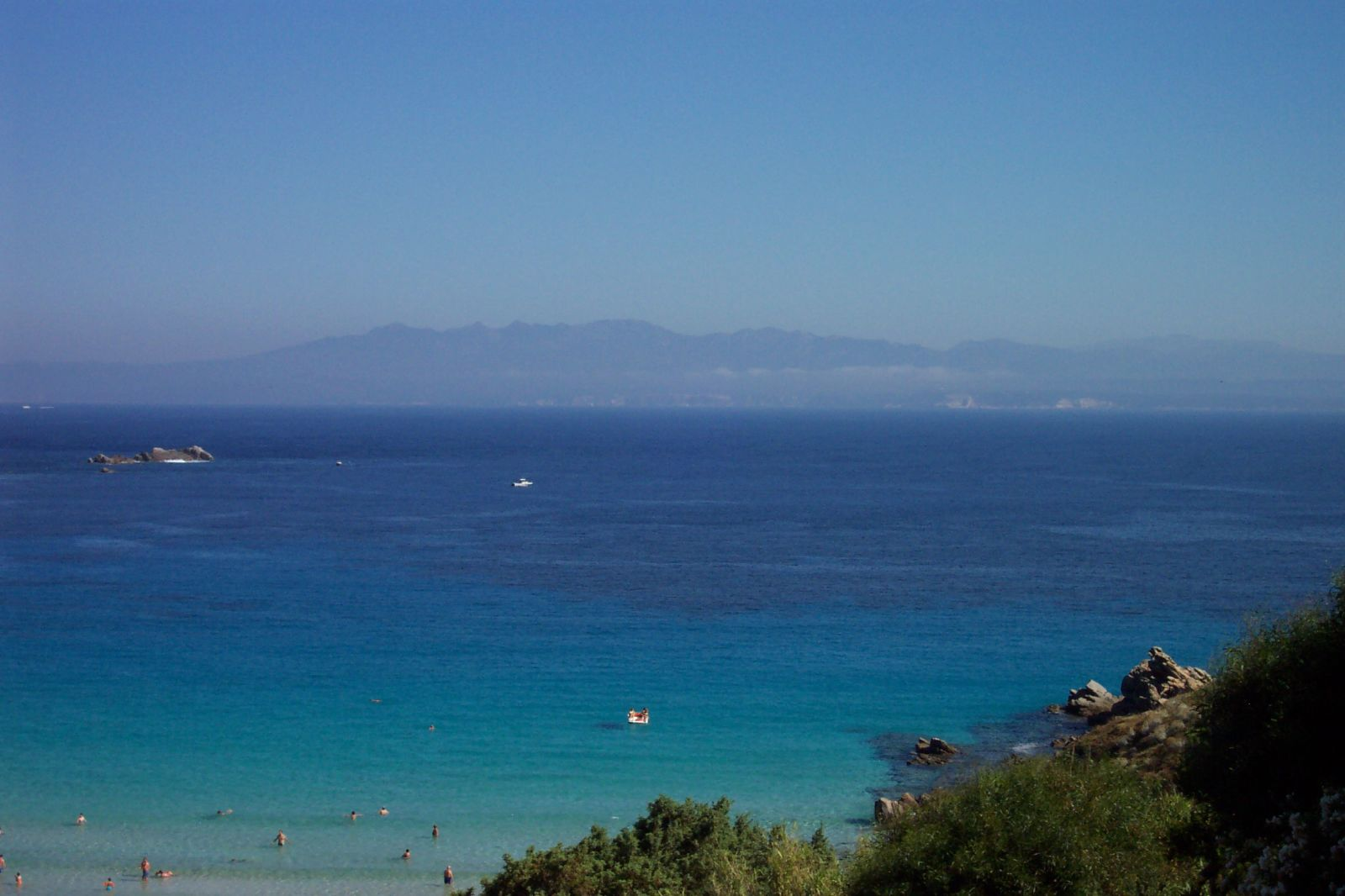
Bouches de Bonifacio, Santa Teresa Gallura.

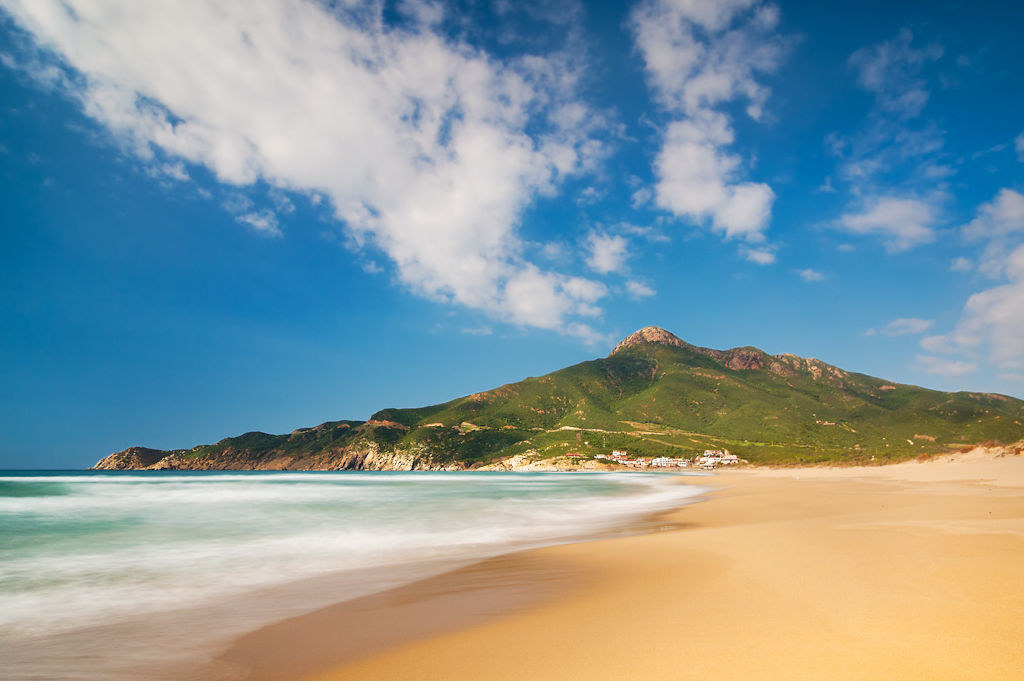
Plage de Portixeddu (Fluminimaggiore-Buggerru).

La Sardaigne (italien : Sardegna, /sarˈdeɲɲa/ ; sarde : Sardigna, /saɾˈdiɲɲa/) est une île de la mer Méditerranée et une région italienne, qui se trouve à l'ouest de l'Italie continentale, au sud de la Corse. Son chef-lieu est la ville de Cagliari.
La Sardaigne est par sa superficie la deuxième plus grande île de la mer Méditerranée après la Sicile. Elle est une région autonome à statut spécial d'Italie dont la dénomination officielle est « région autonome de la Sardaigne » (en italien : Regione Autonoma della Sardegna, en sarde : Regione Autònoma de Sardigna). Son statut spécial, inscrit dans la constitution de 1948, garantit l'autonomie administrative des institutions locales et la protection de ses particularités ethnolinguistiques et culturelles.
La Sardaigne, séparée de la Corse par les bouches de Bonifacio, est située au milieu de la mer Méditerranée occidentale : cette position centrale a favorisé depuis l'Antiquité les rapports commerciaux et culturels comme les intérêts économiques, militaires et territoriaux, puis les particularités d'une destination touristique réputée.
À l'époque moderne, en découvrant la randonnée en Sardaigne, d'intérêt panoramique, entre mer et sommets, comme dans d'autres îles de Méditerranée, de nombreux écrivains ont exalté la beauté de la Sardaigne, qui conserve encore, malgré l'extension du tourisme en Sardaigne sur le littoral, un paysage protégé et un patrimoine important, parmi lequel les vestiges de la culture nuragique.

## Nom
Le toponyme et l'ethnonyme « S(a)rd » appartiennent au substrat linguistique pré-indo-européen. La plus ancienne mention est la stèle de Nora où le mot Šrdn (ʃɘrdɘn, Shardan) témoigne que les marchands phéniciens fréquentant ces rives les appelaient par ce nom que Karl Otfried Müller pense être issu d'un peuple Libyen dont le chef légendaire Sardos (« vaillant ») aurait été le premier à débarquer sur l'île, lui donnant son nom.

## Géographie

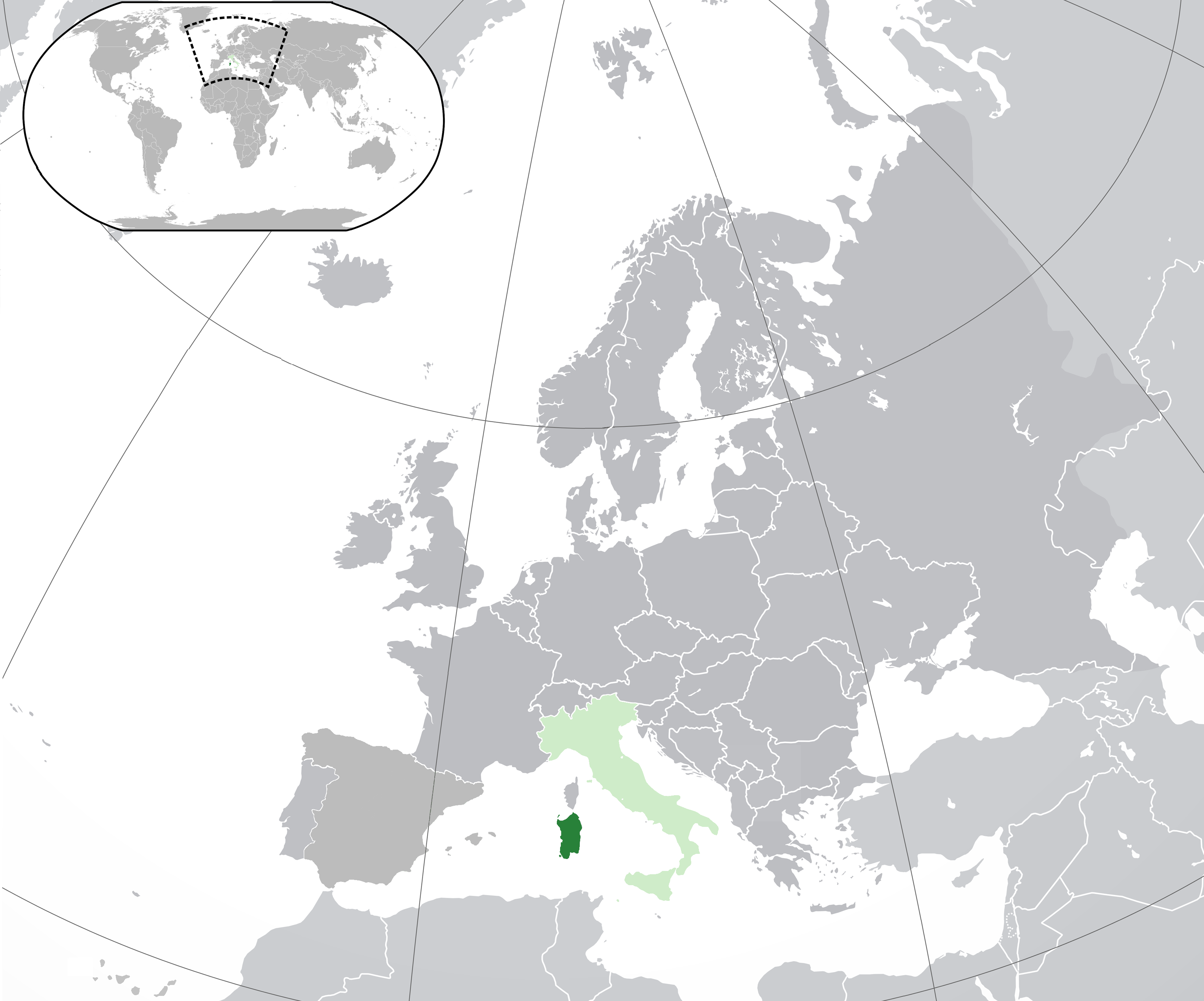
La Sardaigne (vert foncé) en Italie (vert), en Europe (gris).

### Situation
La Sardaigne est située en mer Méditerranée, à environ douze kilomètres au sud de la Corse, et à 190 km au sud-ouest de la punta Torre Ciana, sur la péninsule italienne. Avec une superficie de plus de 24 000 km2, elle constitue la deuxième île de Méditerranée, après la Sicile. Une différence de 4 km rend l'île plus proche de l'Afrique continentale que de l'Europe continentale, mais est toutefois classée comme une île européenne.

### Reliefs

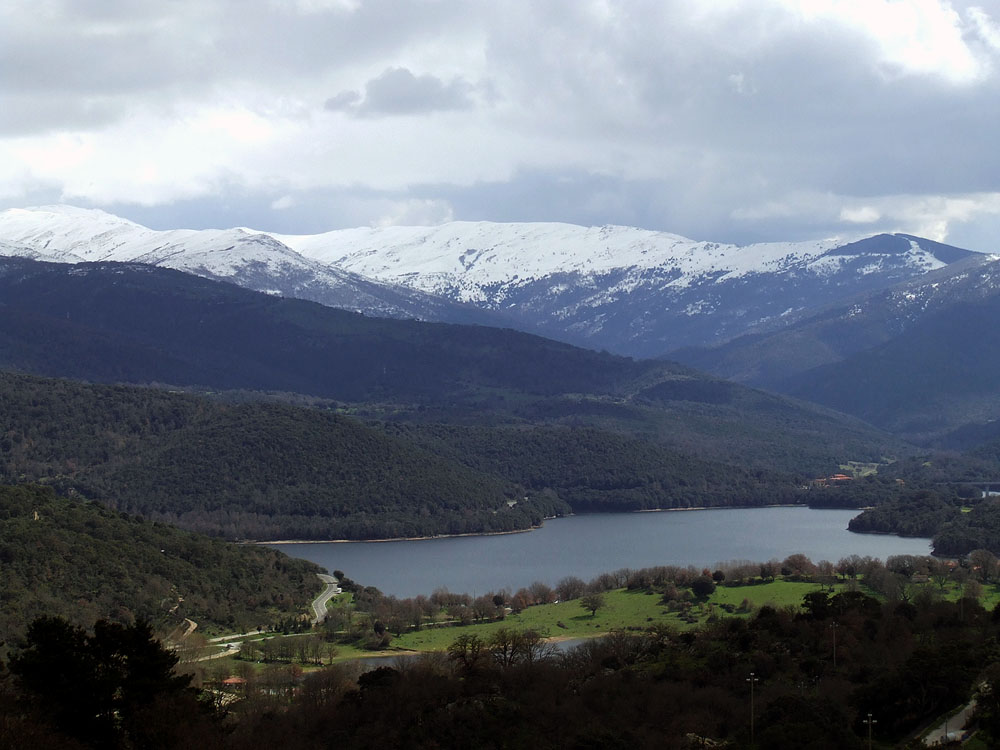
Mont Gennargentu.

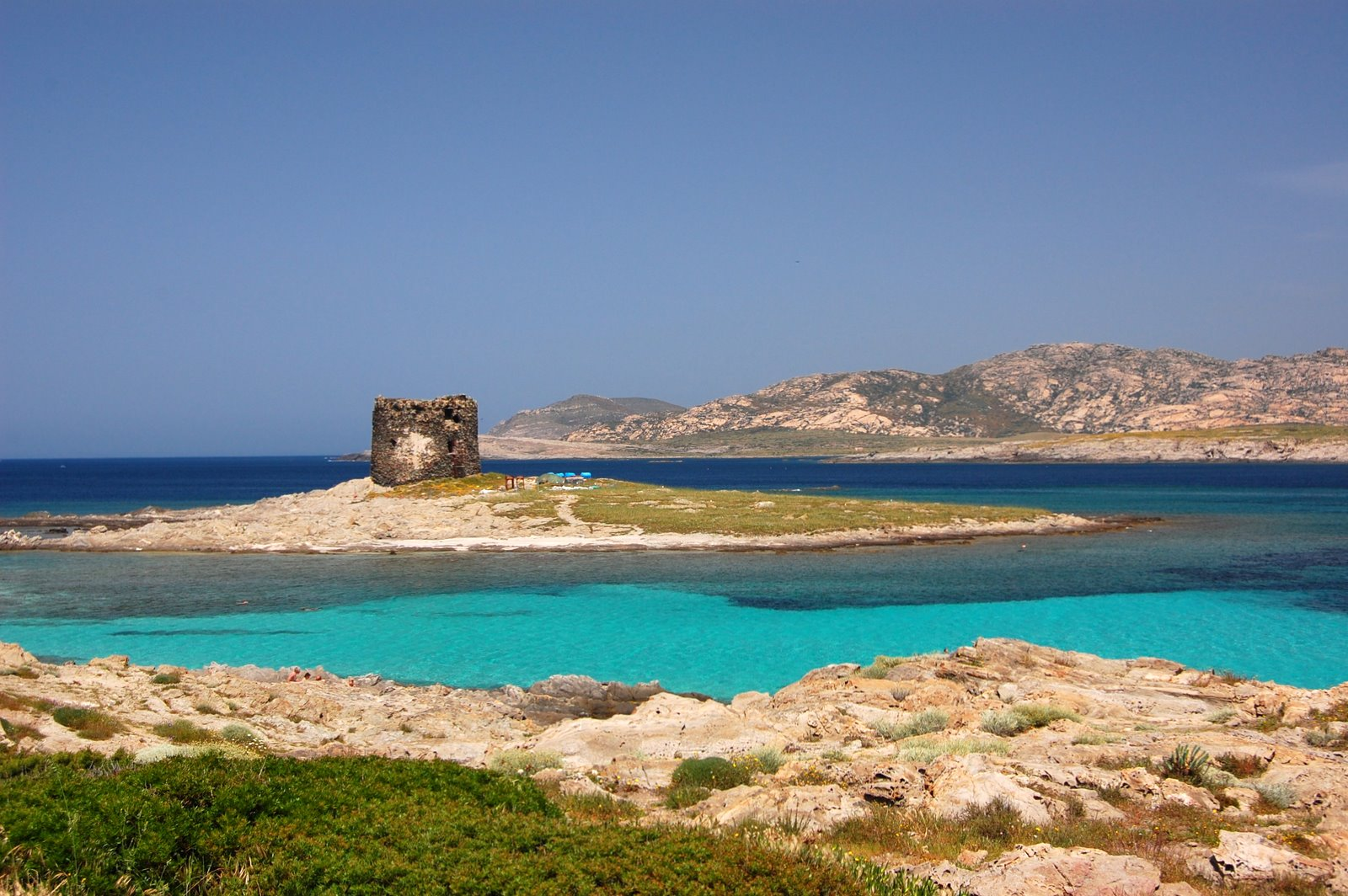
La Pelosa, Stintino.

L'île est majoritairement constituée de montagnes et collines, dont les panoramas ont favorisé une activité de randonnée en Sardaigne, entre mer et sommets, comme dans d'autres îles de Méditerranée, permettant de diversifier le tourisme en Sardaigne.

Le massif montagneux principal, le Gennargentu se trouve dans la partie centre-orientale de l’île, où il culmine à 1 834 m. Au sud, le mont Linas (1 236 m) et les monts du Sulcis s'adoucissent vers la mer avec des altitudes inférieures.

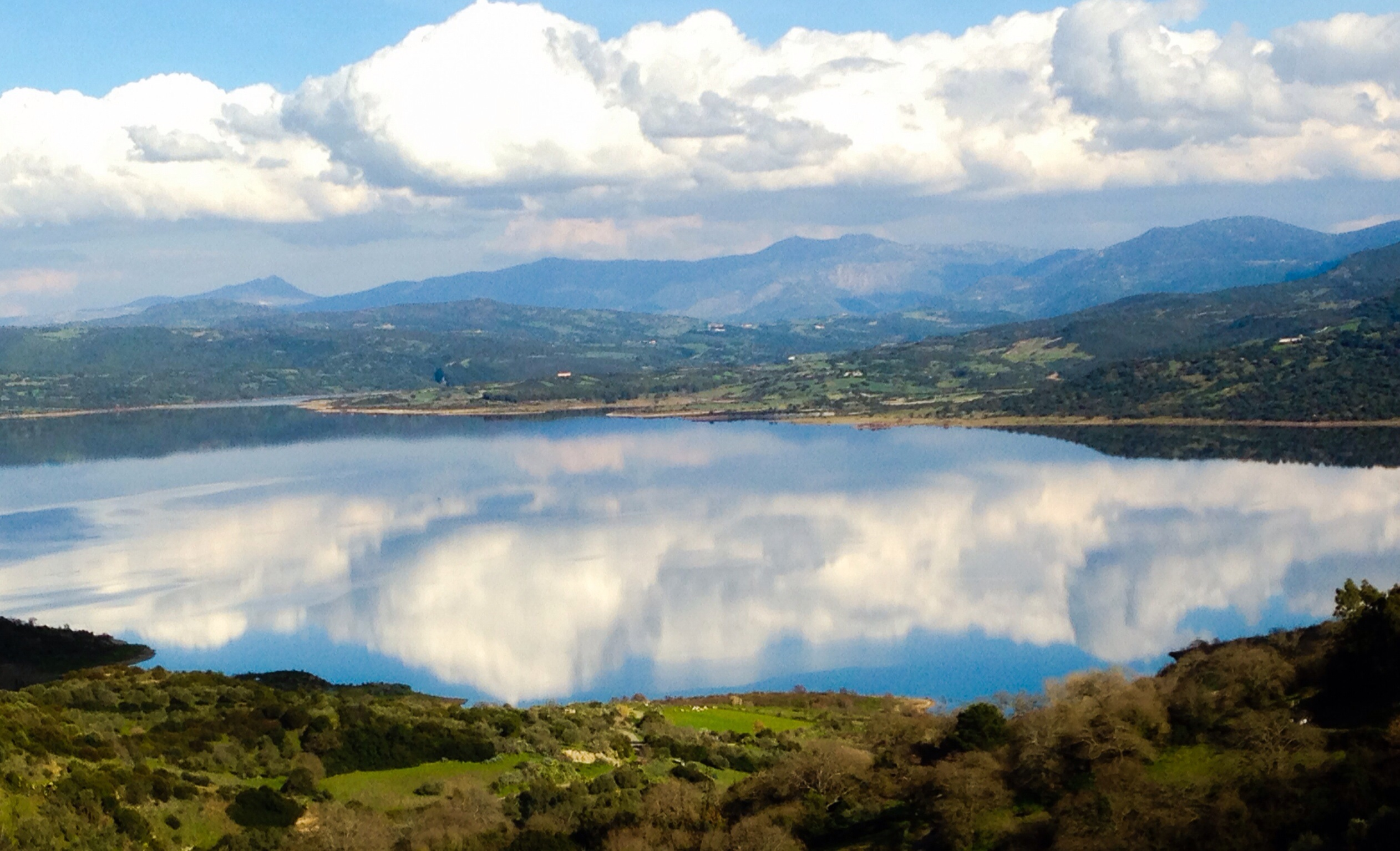
Lac Omodeo.

Les zones plates occupent 18 % de l'île. La plus grande est celle du Campidano, vaste plaine d’origine fluviale séparant les reliefs du centre des montagnes de l'Iglesiente au sud-ouest. Celle de Nurra est située dans la partie nord-ouest de l'île, dans le périmètre constitué entre les villes d'Alghero, Stintino, Sassari, et Porto Torres.
En raison du relief, les fleuves ont principalement un caractère torrentiel : les plus importants sont le Tirso (152 km), le Flumendosa (127 km), le Coghinas (116 km), le Cedrino (80 km), le Temo (55 km) et le Flumini Mannu (42 km). Sur la plupart d’entre eux ont été installés des barrages qui, formant de grands réservoirs, sont principalement utilisés pour irriguer les cultures, y compris le bassin du lac Omodeo, le plus grand lac artificiel d’Italie. Suivent ensuite les bassins du Flumendosa, du Coghinas, de Posada. Le lac de Baratz, seul lac naturel de Sardaigne, est situé au nord d’Alghero.

### Géologie

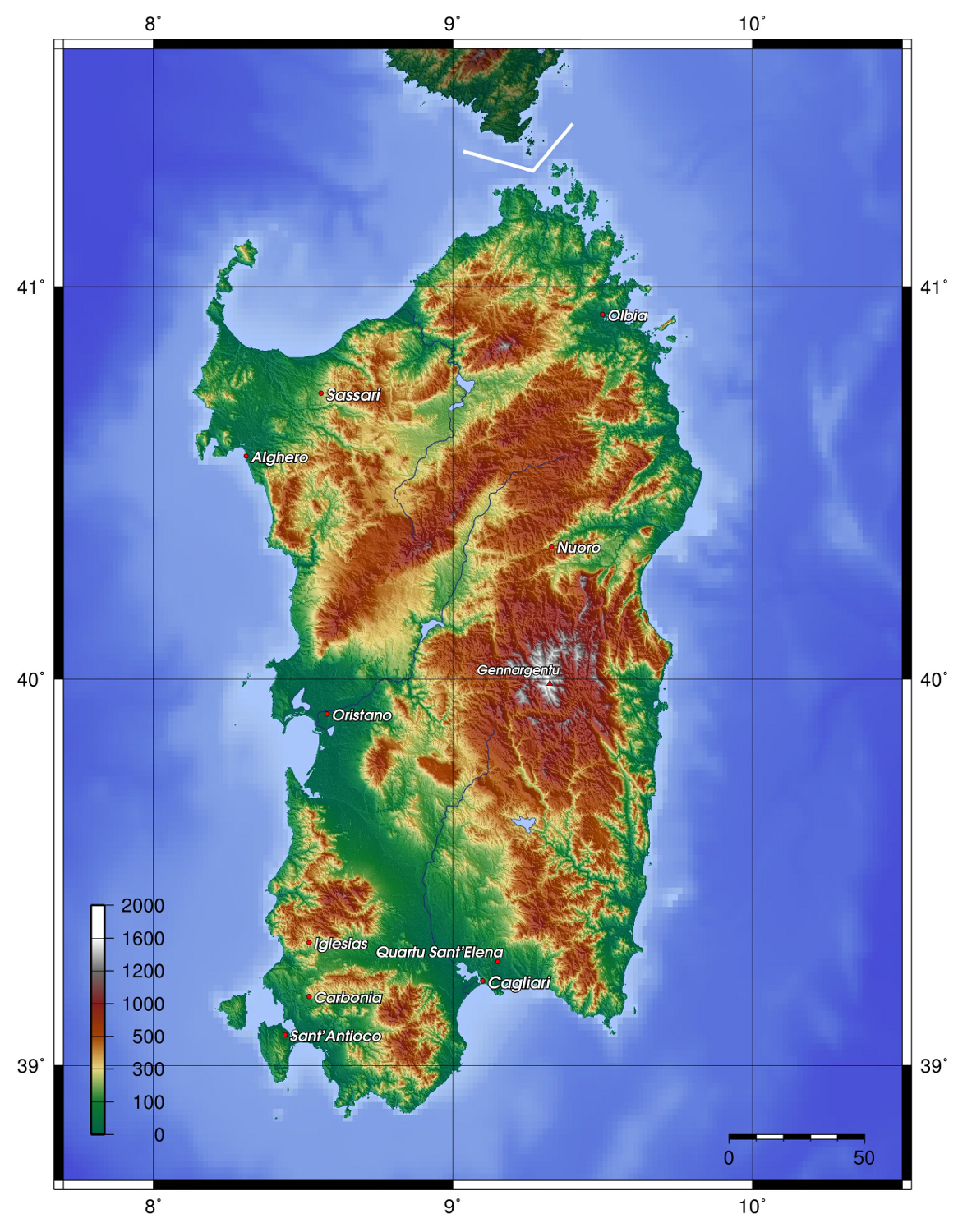
Carte géologique de Sardaigne.

La géologie sarde est remarquable car ses roches sont parmi les plus anciennes d'Europe. En effet, la base rocheuse de la Sardaigne méridionale date de la période précambrienne, et plus précisément du début de l'éon protérozoïque (l'ère paléoprotérozoïque). On trouve, dans le nord-est de l'île, des roches sédimentaires issues de cette période. Ces sédiments ont permis la création de roches carbonifères.
Des roches plus récentes, issues de l'éon phanérozoïque telles que des roches volcaniques sont fréquentes dans la région occidentale et méridionale de l'île.
De longues périodes d'érosion expliquent les altitudes modestes des montagnes de Sardaigne.
L'exploitation passée d'un grand nombre de mines de très nombreux métaux différents, dès la période antique, atteste la richesse géologique de l'île.
La Corse et la Sardaigne formaient, il y a plus de 20 millions d'années, un microcontinent qui s'est détaché de la Provence voisine dans un mouvement dit « cénozoïque ». Les géologues parlent ainsi de la « dérive cénozoïque de la Corse et de la Sardaigne » pour évoquer le fait que ce micro-continent se soit détaché plus globalement de la marge sud du continent européen au cours de la période du Cénozoïque. Le plus probable est un départ de la Provence mais les géologues ont émis l'hypothèse qu'il était, à une période plus ancienne encore, rattaché à la Péninsule ibérique, et ne s'est rapproché de la Provence que dans un second temps. À la période appelée « Permien moyen », des éruptions volcaniques se sont produites sur les deux territoires, pouvant attester d'une continuité géologique entre la Provence et les îles situées à son sud. Les laves qui forment les massifs de l’Estérel en Provence et du Monte Cinto en Corse, de dimensions il est vrai très différentes, en sont les traces les moins contestées. À la période de l'Oligo-Miocène, un volcanisme calco-alcalin s'est développé dans la partie centrale de Sardaigne, de manière importante, alors qu'il est plus discret et localisé en Provence, attestant lui aussi de mouvements relatifs de plaques dont la dérive du micro-continent regroupant la Corse et de la Sardaigne est une conséquence directe.
De manière moins claire, la couverture géologique de la période mésozoïque présente tout autour de la région de la Provence dite « cristalline » « n'est connue en Sardaigne, et surtout en Corse hercynienne, qu'à l'état de lambeaux épars sur le socle ».
La présence du bloc ou micro-continent corso-sarde près de l'Espagne repose sur moins d'évidences. Selon l'hypothèse la plus fréquente, sa collision partielle avec la France, en s'en rapprochant, aurait créé la chaîne pyrénéo-provençale. La Sardaigne en aurait des traces géologiques. Les chercheurs étudient ainsi, en particulier depuis 1975, l'influence sur les Pyrénées d'une « importante phase tectonique sarde médio-ordovicienne, avec formation de plis kilométriques et sans doute de failles ».

### Climat

Distribution annuelle des précipitations en Sardaigne.

Méditerranéen dans l'ensemble, le climat devient plus rigoureux dans le centre de l'île avec de la neige en hiver. Les étés sont chauds et secs, d'où des incendies fréquents. La pluviométrie moyenne est entre et 700 et 800 mm d'eau par an, répartis sur seulement 60 jours dans l'année,. La Sardaigne est une région venteuse, les vents dominants sont le Mistral et le Ponant. Du fait de sa situation à environ 600 km des côtes nord africaines, la Sardaigne est sujette aux incursions de chaleur torrides l'été. Durant la Canicule de 2023 en Europe un nouveau record de 48,2 °C est établi le 24 juillet 2023 à Jerzu, ce qui constitue le record absolu de chaleur sur le continent européen pour un mois de juillet.
| Cagliari, 4 m             | Jan | Fév | Mar | Avr | Mai | Juin | Juil | Aoû | Sep | Oct | Nov | Déc | Ann  |
| ------------------------- | --- | --- | --- | --- | --- | ---- | ---- | --- | --- | --- | --- | --- | ---- |
| T moyennes maximales (°C) | 14  | 15  | 16  | 18  | 22  | 27   | 30   | 30  | 27  | 23  | 18  | 15  | 21,2 |
| T moyennes minimales (°C) | 6   | 6   | 7   | 9   | 12  | 16   | 19   | 19  | 17  | 14  | 10  | 7   | 11,8 |
| Précipitations (mm)       | 46  | 57  | 44  | 37  | 24  | 9    | 3    | 9   | 31  | 56  | 56  | 55  | 427  |

| Fonni, 1 000 m            | Jan | Fév | Mar | Avr | Mai | Juin | Juil | Aoû | Sep | Oct | Nov | Déc | Ann |
| ------------------------- | --- | --- | --- | --- | --- | ---- | ---- | --- | --- | --- | --- | --- | --- |
| T moyennes maximales (°C) | 6   | 7   | 9   | 11  | 16  | 21   | 26   | 25  | 22  | 16  | 11  | 8   | 15  |
| T moyennes minimales (°C) | 1   | 1   | 2   | 5   | 8   | 13   | 17   | 16  | 14  | 10  | 5   | 3   | 8   |
| Précipitations (mm)       | 97  | 118 | 110 | 88  | 73  | 33   | 11   | 18  | 40  | 93  | 107 | 131 | 919 |

## Histoire

### Les premiers vestiges
C'est sans doute au paléolithique inférieur (500 000 av. J.-C.) que remontent les premiers vestiges certains de la fréquentation de l'île par le genre Homo. Les dates du premier peuplement humain varient suivant les sources. L'espèce sapiens s'y installe de manière stable bien plus tard, au néolithique inférieur (VIe millénaire av. J.-C.).
Chronologie av. J.-C.
La première civilisation sarde ayant une physionomie et des caractères bien définis et autochtones est la civilisation dite de « Bonuighinu ». Elle s'installe au cours du IVe millénaire av. J.-C. pratique l'agriculture, se regroupe en villages, et est en contact étroit avec la Corse, l'Italie et le Sud de la France. Des céramiques et obsidiennes en sont la trace archéologique.
À partir du XXIIIe siècle av. J.-C., la culture campaniforme se diffuse durant trois siècles environ de la péninsule Ibérique à la Vistule (Cracovie) et jusqu'aux îles Britanniques. On trouve quelques traces de la culture campaniforme sur les côtes de Sardaigne, de Sicile et du Maroc.

### Les premiers Nuraghes
Apparaît ensuite la population plus célèbre des Nuraghes, de la culture nuragique, qui se développe à l'âge du bronze ancien (1500 av. J.-C.) et qui décline progressivement à la fin de l'âge du fer (500 av. J.-C.) pour ne disparaître complètement qu'avec l'occupation romaine.
La péninsule du Sinis, près de Cabras, abrite des fragments de sépultures et statues datant de l'âge du Fer (950–730 av. J.-C.),.

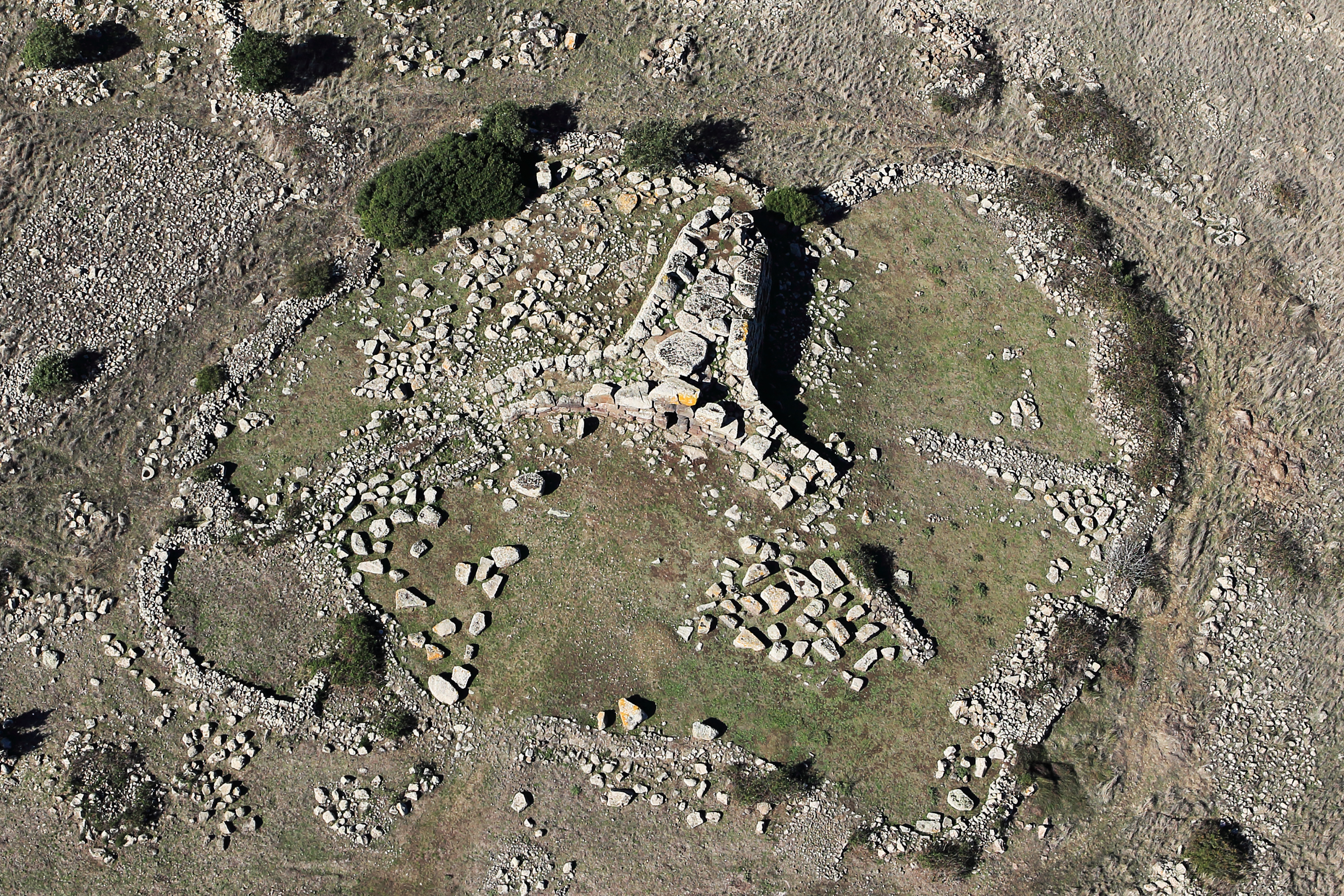
La tombe des géants de Sa Domu 'e S'Orku, Siddi.

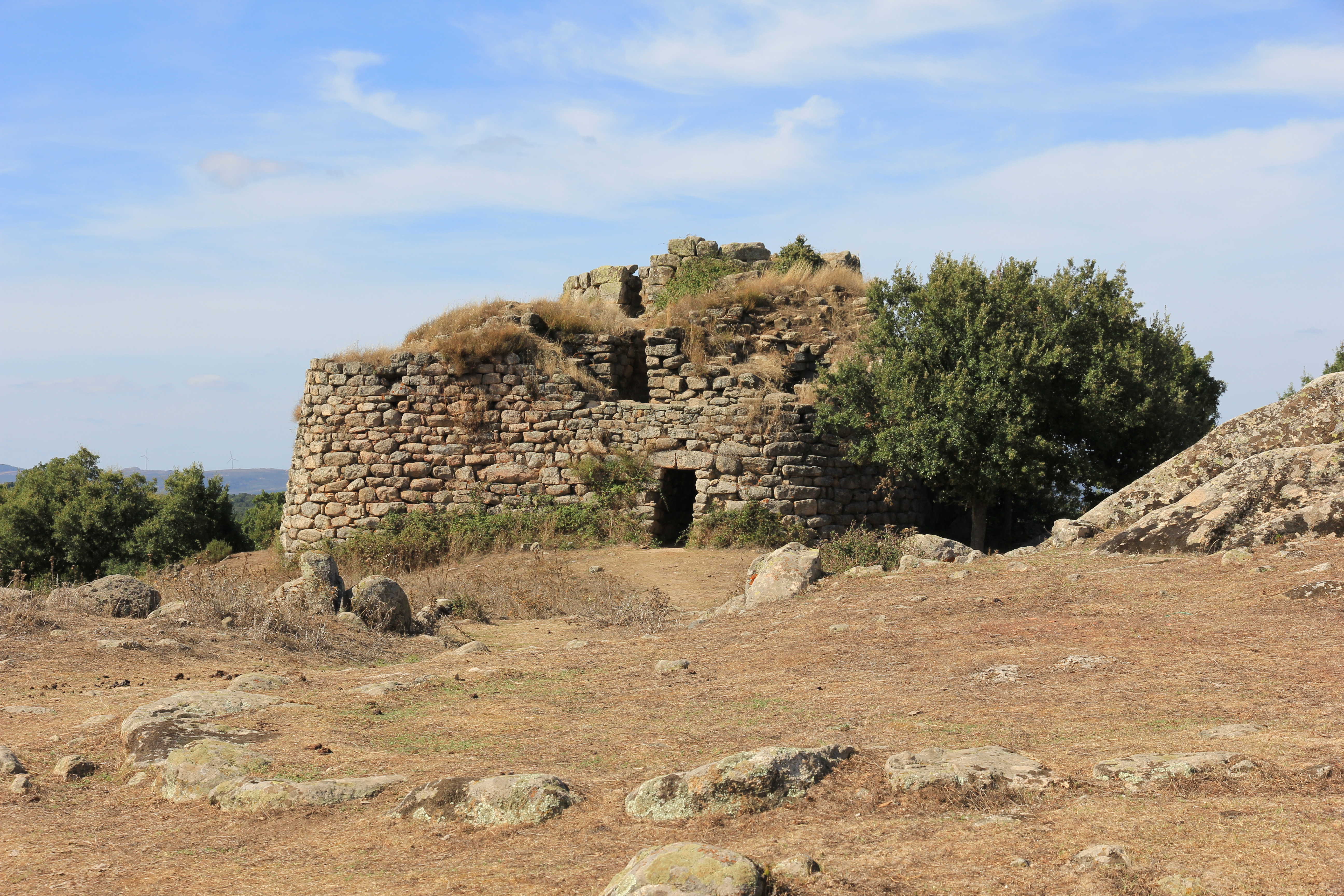
Nuraghe Loelle.

La culture de Bonnanaro marque le tout début de l’âge nuragique entre 1800 et 1600 av. J.-C., résultant de l'évolution finale de la culture campaniforme ainsi que d'influences de la péninsule italienne (culture de Polada).
La culture nuragique a ainsi été nommée à cause de son architecture la plus typique : le nuraghe, construction en forme de tour (tronc de cône) élevée à l'aide de gros blocs de pierre équarris et travaillés, qui prend une forme plus articulée et complexe lors de la période la plus resplendissante de cette civilisation, en plein âge du fer. Certains mesurent plus de 15 mètres de haut.

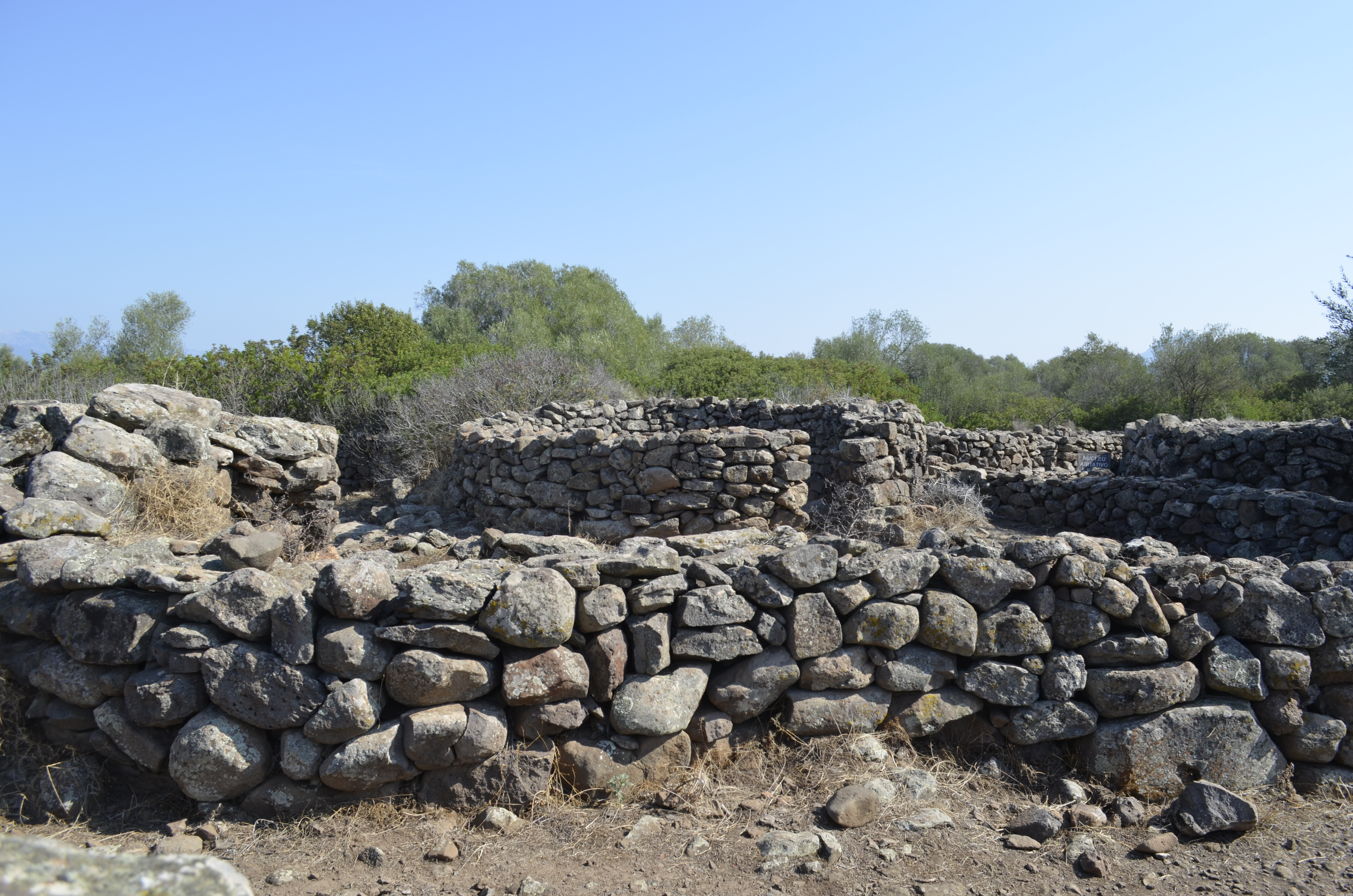
Village nuragique à Serra Orrios.

Il existe d'autres constructions typiques de l'âge pré-nuragique et intermédiaire : les domus de janas (traduction : les maisons des fées) creusées dans le granit et servant à inhumer les morts, les tombes des géants, très fréquentes à l'intérieur de l'île, et de dimensions cyclopéennes. Le mégalithisme (avec des menhirs notamment) est une caractéristique prénuragique.
Contemporaines de la fin de l'époque nuragique et de sa civilisation (entre 900 et 535 av. J.-C.), lors de l'âge du fer, les petits bronzes, représentaient souvent des guerriers en armes et animaux, mais aussi des orants par exemple. De la même époque, il existe aussi des sculptures de pierre, de petite dimension mais aussi de grande taille comme les Géants de Mont-Prama.

### Périodes puniques, romaine et vandale
Les riches ressources minières de l'île attirent l'attention et l'intérêt commercial des populations de la Méditerranée orientale, comme les Mycéniens et les Chypriotes, mais ce sont les carthaginois qui, à partir du IXe et VIIIe siècles av. J.-C. constituent les premières colonies stables, occupant des sites le long de la côte, facilement accessibles, favorables aux échanges et au commerce. La Sardaigne qui appartenait à l'Empire carthaginois (son occupation va de 535 à 239 av. J.-C.), privilégie, outre la production des ressources minières, celle du froment et du bois (l'île était quasiment recouverte de forêts). Cette exploitation perdure également avec la conquête romaine (239 av. J.-C.–476 apr. J.-C.). La Sardaigne fut rattachée à Rome à la suite de la première guerre punique et, en 227 av. J.-C., est constituée la province romaine de Corse-Sardaigne.
Rome, pour affirmer sa domination sur les zones internes et notamment la Barbaria (devenue l'actuelle Barbagia) où les habitants parlant une langue pré-latine y sont considérés comme plus fiers et courageux que sur les côtes, s'impose par une administration forte et bien organisée et son efficacité est assurée principalement par un réseau routier très ramifié dont quelques morceaux originaux ont survécu çà et là, repris en grande partie par le tracé du réseau routier moderne.

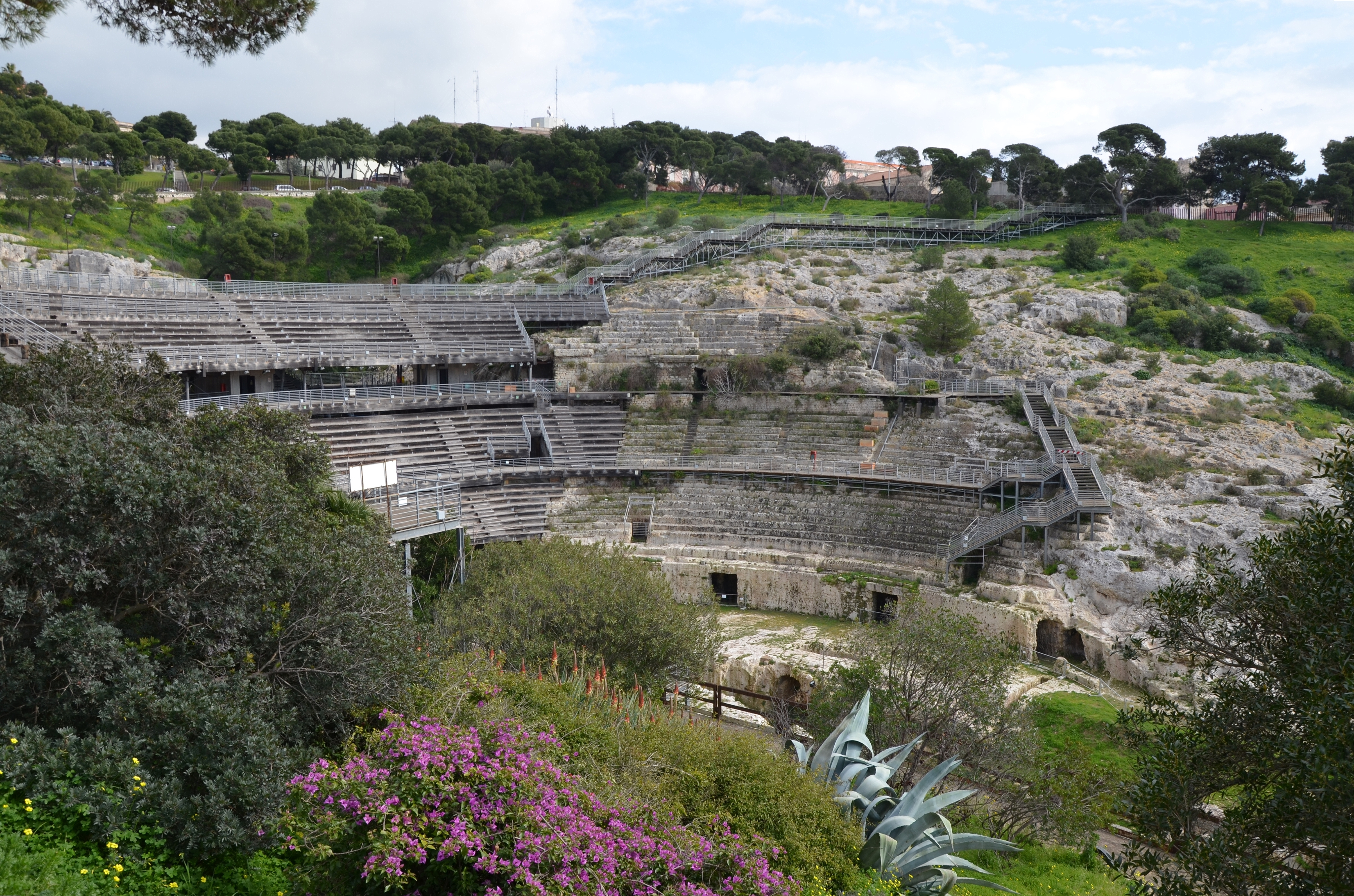
Amphithéâtre romain de Cagliari.

L'affaiblissement de l'Empire romain se propage jusqu'à l'île, avec pour conséquence l'abandon progressif des terres agricoles et des côtes, ainsi qu'une perte de dynamisme notable de la démographie.
Abandonnée à elle-même et sans défense, la Sardaigne est occupée et subit les razzias durant quelque 80 ans (vers 460–530 apr. J.-C.) par les Vandales d'Afrique qui, défaits sous Justinien, laissent l'île sous la domination de Byzance.

### Occupation arabe en Sardaigne
Quand, au IXe siècle, les Arabes achèvent la conquête de la Méditerranée, du Nord de l'Afrique, de l'Espagne et de la Sicile, les côtes sardes sont soumises à leurs attaques incessantes et à leurs razzias.
En 1014, une alliance de Gênes et de Pise provoque la défaite de Museto, un chef de guerre arabe qui s'était emparé de Cagliari.
Le désintérêt et le vide de pouvoir qui s'ensuivent de la part de la lointaine Byzance poussent l'île à gérer elle-même son sort : ainsi, elle s'organise administrativement et militairement en quatre judicats : ceux de l'Arborée, de Calaris (Cagliari), de la Gallura et du Logudoro (Torres), royaumes souverains et indépendants les uns des autres.

### La domination pisane

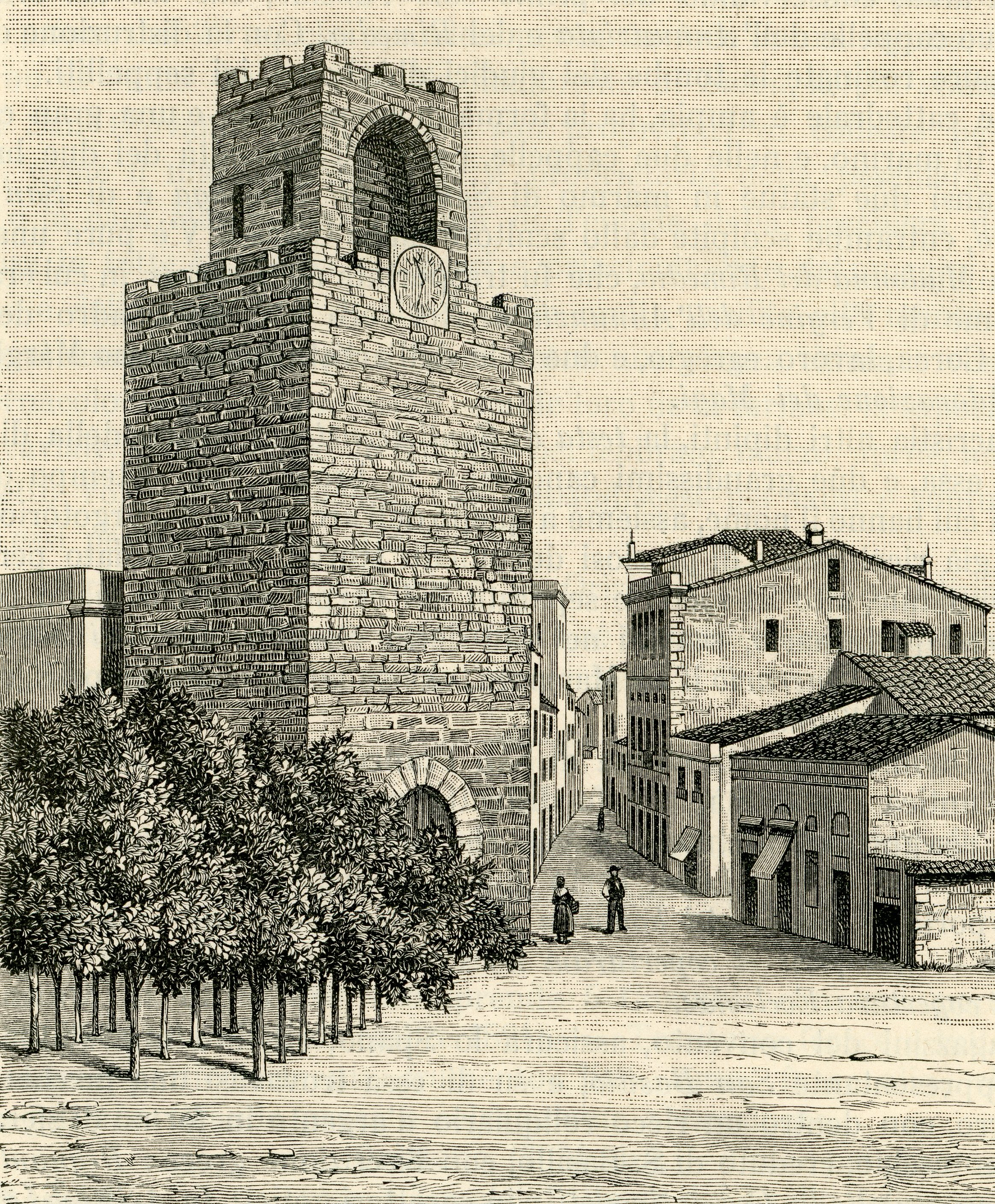
Tour élevée par Mariano de Serra à Oristano, gravure de Gustavo Strafforello, La patria, geografia dell'Italia, 1895.

La Sardaigne passe sous domination pisane, du XIe au XIVe siècle, en se transformant lentement en protectorat. L'évolution se concentre surtout entre la deuxième moitié du XIIe siècle et les premières décennies du XIVe siècle. Ainsi, dès 1258, le Judicat de Cagliari disparaît, pris par les Pisans, tandis que sept ans plus tard en 1265, Mariano de Serra est « l’unique Sarde investi d’une charge de gouvernement dans une île tombée entièrement au pouvoir d’étrangers ». Le passage sous domination pisane s'effectue surtout via l'implication personnelle et matrimoniale d'une oligarchie de type aristocratique, transplantée de Pise, qui contrôle les principaux rôles de la structure politique sarde l'époque, celle de ces consuls.
Le système des consuls est chapeauté par la charge de podestat, tout d'abord en permanence confiée à l'un ou l'autre membre des deux principales familles, les Donoratico et les Visconti (it), et plus tard confiée à des étrangers. Cependant, la politique des papes a souvent interféré en choisissant d'opposer toujours les Génois aux Pisans, d’appuyer toujours la partie la plus faible, contre la partie la plus forte. Les familles des deux cités se disputent alors soit les territoires, soit les places de juge des différents Judicats.
Les gouvernements locaux, appelés judicats, plus proches de la population sarde, n'en sont pas moins associés à cette domination d'une petite élite de nobles, via des traités d'alliance militaires permettant de leur porter assistance et des conventions commerciales assorties d'honneurs et distinctions. Des capitales judicales installées dans les principales cités sardes sont dotées d'un palais du juge, véritable centre du pouvoir, systme décrit par les historiens comme celui des rois juges. Les deux judicats où la présence pisane s'affirme le plus tôt et la plus fortement, sont Cagliari et Arborea.
De nombreux mariages de Pisans dans les familles régnantes sardes, en particulier avec les héritières des trônes judicaux, témoignent des liens étroits et prolongés entre Pise et la Sardaigne au cours de cette partie du Moyen Âge.
Avec des soubresauts, les judicats survivent jusqu'à la fin du XIIIe siècle, lorsqu'ils deviennent territoires contrôlés ou alliés avec les républiques maritimes, leurs familles changées en seigneuries du continent italien de Pise et de Gênes.
En 1323, l'Arborée s'allie à Jacques II d'Aragon pour une campagne militaire contre Pise et Gênes qui aura pour fin de créer le royaume de Sardaigne. Après avoir aidé à détruire les autres judicats, celui d'Arborée résiste et reste indépendant jusqu'en 1420, jusqu'au moment où il vend le reste des territoires pour 100 000 florins d'or à son ancien allié le roi d'Aragon, qui conquiert définitivement l'île tout entière, déjà concédée en zone féodée depuis 1297 par le pape Boniface VIII ainsi que la Corse voisine (à laquelle les Aragonais renoncent en 1487).
Le « Regnum Sardiniæ et Corsicæ » ainsi créé le 4 avril 1297 demeurera sous la domination des couronnes d'Aragon puis d'Espagne jusqu'au début de 1700.
Chronologie apr. J.-C.

### Maison de Savoie
Après une brève parenthèse autrichienne (1708–1718), confirmée par le traité d'Utrecht, le Regnum Sardiniæ est cédé, lors du « traité de Londres (1718) », aux États de Savoie, dont le duc prend le titre de roi de Sardaigne, en échange de la Sicile. La maison de Savoie a introduit l'italien chez les Sardes pour la première fois comme la seule langue officielle du Royaume en 1760.
Le royaume de Sardaigne est ainsi constitué (désigné généralement sous le nom de Piémont-Sardaigne par les historiens français puisque sa capitale est à Turin et une vice-royauté est installée à Cagliari), et à l'intérieur de celui-ci l'île maintient son statut autonome jusqu'à 1847, année où elle fusionne avec le Piémont et donne le jour à un gouvernement central unique, renonçant ainsi à son autonomie historique.

### L'expédition de Sardaigne et ses conséquences
En 1793 a lieu l'invasion de l'île de Sardaigne en plusieurs points, par la France révolutionnaire, au nord dans l’archipel de La Maddalena, au sud sur la plage du Poetto, échouée elle aussi, et dans l'île de San Pietro, où une république autonome résista quelques mois. Elle déroula trois mois avant les insurrections fédéralistes qui éclatèrent en province lors de la Révolution française, après les évènements du 31 mai 1793 et les décrets du 2 juin 1793 éliminant les Girondins de la Convention.
Parmi ses dirigeants, le lieutenant-colonel d'artillerie Napoléon Bonaparte qui place ses canons face à La Maddalena, principale bourgade de l'archipel créant la panique dans la population puis mouvement de résistance sarde d'environ 200 hommes, en majorité des bergers, organisés par Domenico Millelire : pour résister, ils mettent en place une « marine sarde » de résistance, composée de petits bateaux.
Cette opération appelée du nom d'expédition de Sardaigne, partie de Corse, échoue rapidement à cause de cette résistance sarde. Elle a ensuite pour conséquence la mise en accusation de Pascal Paoli, fondateur en 1755 de la République Corse.
Le 28 avril 1794 une véritable rébellion antiféodale éclate à Cagliari et, deux ans après, une nouvelle insurrection est menée par l'émissaire du vice-roi Giovanni Maria Angioy qui, après avoir été vaincu par les loyalistes, s'enfuit à Paris pour persuader la France d'annexer l'île.

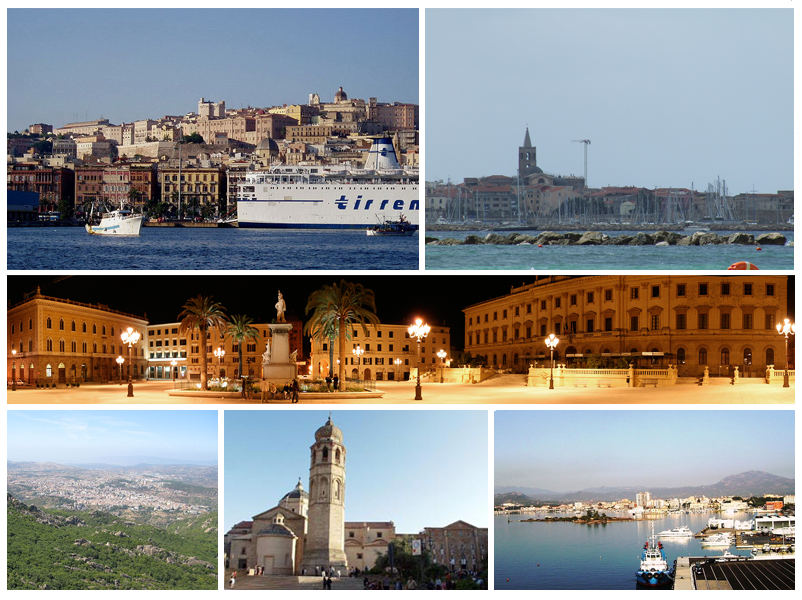
Vue d'ensemble de quelques-unes des plus importantes villes de la Sardaigne : Cagliari, Alghero, Sassari, Nuoro, Oristano et Olbia.

### Le transfert de la Cour piémontaise à Cagliari
En 1799, le roi Charles-Emmanuel IV fut évincé du Piémont par l'armée française et transféra sa cour à Cagliari (son frère et successeur Victor-Emmanuel Ier ne revint à Turin qu'en 1814). À la fin du XVIIIe siècle, les universités de Sassari et Cagliari furent restaurées.

### Retour à la maison de Savoie
En 1820, les Savoyards imposèrent à l'île la « Loi des Enclos » (editto delle chiudende), un acte législatif qui transforma la propriété collective traditionnelle de la terre, pierre angulaire culturelle et économique de la Sardaigne depuis l'époque nuragique, en propriété privée.
La réforme a favorisé les propriétaires terriens du continent tout en excluant les pauvres agriculteurs et bergers sardes, qui ont assisté à l'abolition des droits communaux et à la vente des terres. De nombreuses rébellions locales comme l'émeute de Su Connottu (« Le déjà connu » en sarde) en 1868, toutes réprimées par l'armée du roi, ont abouti à une tentative de retour dans le passé et de réaffirmer le droit d'utiliser la terre autrefois commune.
Le comte Alberto La Marmora parcourt l'île de Sardaigne de 1819 à 1825 et en effectue une des premières descriptions détaillées, statistique, géographique et physique, en 1826, dont l'écrivain français Humbert Ferrand, publie un compte rendu français 14 ans plus tard, en 1840, en quatre volumes.
La plupart des forêts sardes ont été défrichées à cette époque, afin de fournir aux Piémontais des matières premières, comme le bois, utilisées pour fabriquer des traverses de chemin de fer sur le continent. L'extension des forêts naturelles primaires, saluée par tous les voyageurs visitant la Sardaigne, serait en fait réduite à un peu plus de 100 000 hectares à la fin du siècle.
En 1847, sous le roi Charles Albert, toutes les différences administratives entre la Sardaigne et le continent italien ont été abolies par la fusion dite parfaite : ce changement avait été présenté comme le seul moyen possible d'accorder des droits égaux à tous les habitants du Royaume, qui allait devenir un État unitaire et la législation fondamentale de l'Italie unie à venir.
En 1857, l'île comptait 577 000 habitants ; les seules villes importantes étaient Cagliari (30 000 habitants) et Sassari (23 000 habitants), ayant chacune une université. Selon le géographe britannique William Hughes, « le peuple est généralement brave et hardi mais indolent et peu avancé dans la civilisation ». Une seule route carrossable traversait l'île, de Cagliari à Oristano et à la côte nord ; ailleurs, il n'y avait que des chemins muletiers ou des pistes encore plus étroites encore.

### Royaume d'Italie
Avec la fin des guerres pour l'unification politique de la péninsule italienne, le royaume de Piémont-Sardaigne devient royaume d'Italie en 1861.
La Sardaigne est une région complexe qui a conservé, au travers de ses témoins culturels, des matériaux présentant un intérêt historique et artistique, un bagage original très caractéristique que l'on n'arrête pas de redécouvrir et qu'il sied de revaloriser en tenant compte de toute sa richesse.

### Héraldique

Armoiries du royaume de Sardaigne.

L'origine du symbole sarde n'est pas bien définie, mais on retrouve sa trace historique attestée en 1281. On doit noter son analogie avec celui de la Corse voisine. Plusieurs faits historiques peuvent l’expliquer. En effet, le premier événement historique se déroule en 1014, par la victoire sur Museto à Cagliari (voir l'histoire), et ainsi, les têtes de Maures représenteraient les vaincus, et sont au nombre de quatre en référence aux régions sardes.
Mais le fait historique le plus explicatif du symbole serait celui datant de 1096, lorsque le roi Pierre Ier d'Aragon vainquit les Maures lors de la bataille d'Alcoraz. Il expliqua cette victoire sur les quatre rois arabes tués sur le champ de bataille, par le concours providentiel de saint Georges (dont la bannière est une croix rouge sur fond blanc). D'ailleurs, d'anciennes représentations montrent parfois quatre têtes couronnées.
C'est le 5 juillet 1952 que l'emblème devient, par décret, le symbole officiel de la Sardaigne. La Loi régionale du 15 avril 1999 a relevé le bandeau sur le front des Maures (à l'origine, il leur bandait les yeux), pour des raisons diplomatiques.

## Administration

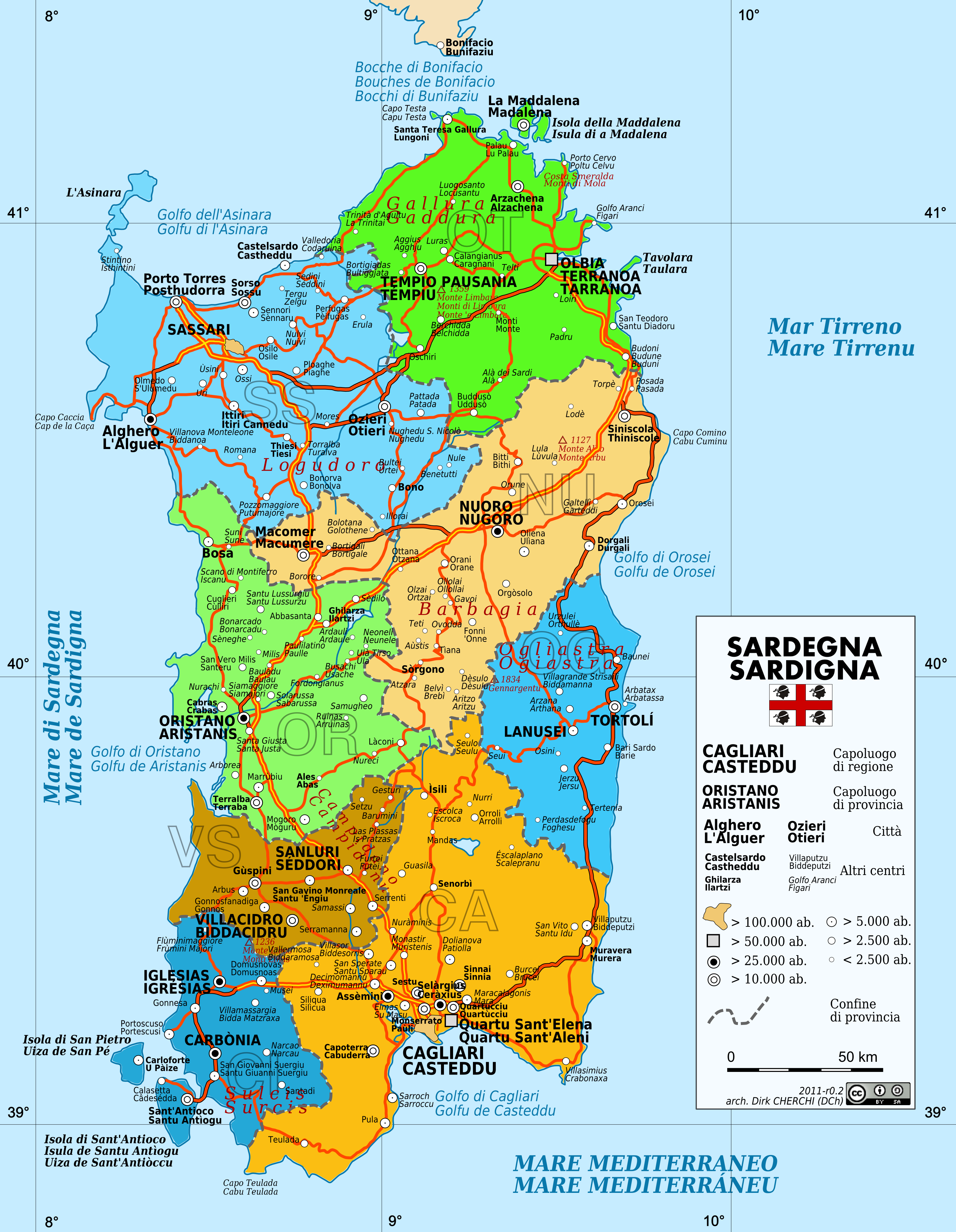
Les huit provinces sardes en 2009.

Depuis 2016, la Sardaigne est divisée en cinq provinces : Sassari, Oristano, Nuoro, Sardaigne du Sud, Cagliari.
| Province            | Surface (km2) | Population | Densité (inh./km2) |
| ------------------- | ------------- | ---------- | ------------------ |
| Cagliari            | 1 248         | 431,568    | 345,8              |
| Province de Nuoro   | 5 786         | 213,206    | 36,8               |
| Province d'Oristano | 3 034         | 160,864    | 53,0               |
| Province de Sassari | 7 692         | 494,388    | 64,2               |
| Sardaigne du Sud    | 6 339         | 358,229    | 56,5               |

En 2021, une nouvelle loi régionale a lancé une réorganisation administrative : l'absorption de la province de Sardaigne du Sud dans la ville métropolitaine de Cagliari, la transformation de la province de Sassari en ville métropolitaine, et le rétablissement des 4 provinces abolies en 2016 (avec Carbonia-Iglesias rebaptisée Sulcis Iglesiente et Olbia-Tempio Sardaigne du Nord-Est), revenant ainsi à une situation similaire à celle de 2005–2016.

2 provinces (1861–1927)
3 provinces (1927–1974)
4 provinces (1974–2005)
8 provinces (2005–2016)
5 provinces (2016–2021)

## Politique

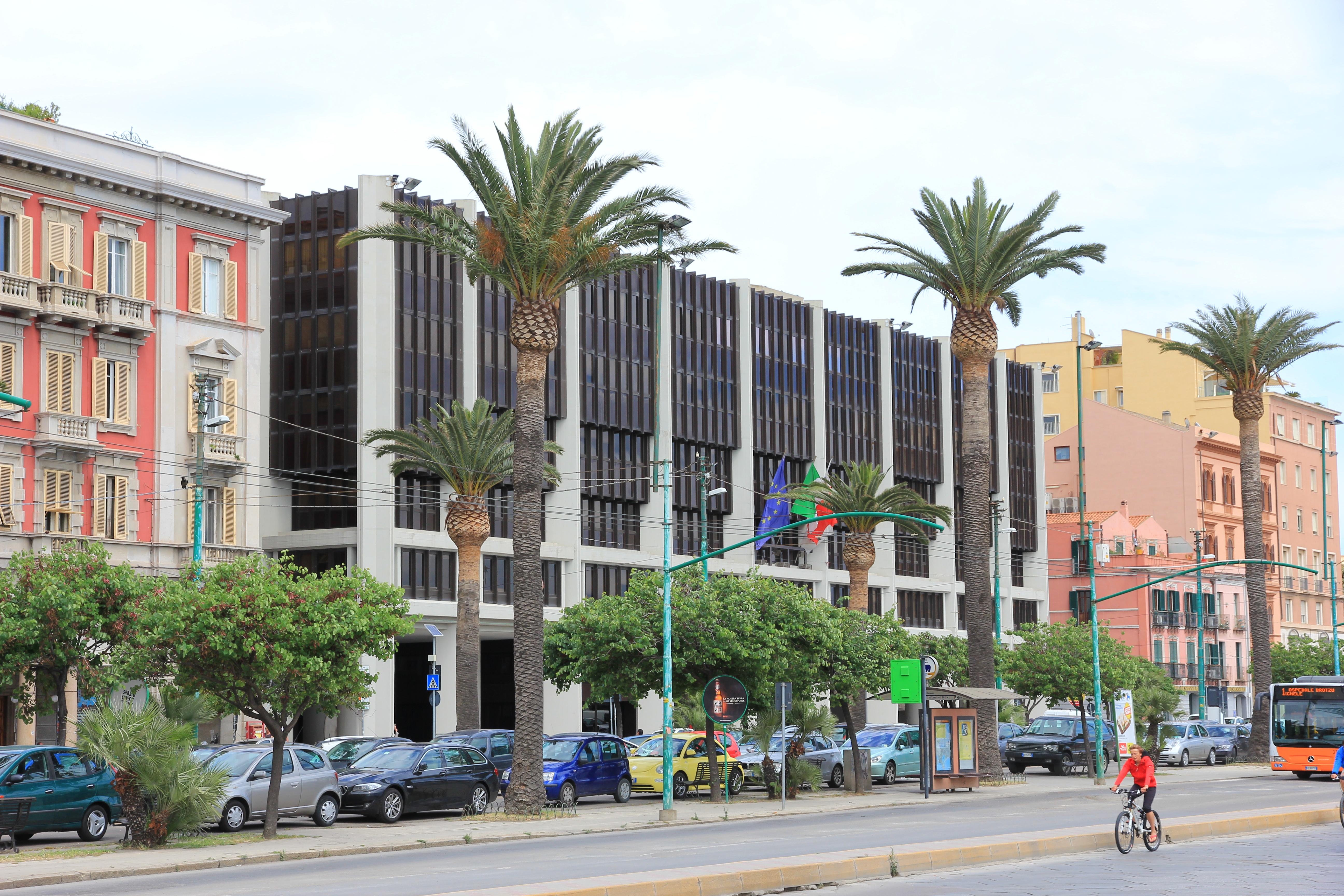
Palais du Conseil régional en Cagliari.

La région autonome est régie par un statut spécial, approuvé par une loi constitutionnelle du 26 février 1948 qui a donné pouvoir de légiférer de manière exclusive dans certains cas (organisation des administrations locales, construction, agriculture et forêts). Dans d'autres domaines (santé, assistance publique), la région peut légiférer dans le cadre des principes établis par la loi de l'État. Ces compétences ont été étendues par la réforme du titre V de la Constitution italienne (dans le domaine de la recherche et de la formation).
Le Statut organise les trois autorités qui représentent la Sardaigne :
- le Conseil régional (pouvoir législatif régional) ;
- la Junte régionale (pouvoir exécutif régional) ;
- le président de la région (chef du pouvoir exécutif régional).

Depuis la réforme constitutionnelle du 31 janvier 2001, le président est élu directement, en même temps que le Conseil régional.
En 2004, les élections au Conseil régional (comprenant celle du président de la région autonome), les premières après la réforme constitutionnelle, ont eu lieu sur la base du statut spécial en vigueur et en tenant compte des provinces nouvellement créées en 2001. Ces premières élections régionales en Sardaigne ont vu la coalition dite de L’Olivier afficher un score en diminution avec 45,86 %, cependant toujours supérieur à celui de l'autre coalition dite Maison des libertés. Les suivantes, les élections régionales de 2009 en Sardaigne sont marquées par une nette poussée à droite, la gauche sarde ne refaisant qu'une partie de son retard lors des élections régionales de 2014 en Sardaigne tandis qu'une troisième force, nouvelle, le Mouvement cinq étoiles fait son entrée dans la vie politique régionale lors des élections régionales de 2019 en Sardaigne.
En 2024, lors des élections régionales, Alessandra Todde est élue a la tête d'une coalition de centre gauche et du Mouvement 5 étoiles.

## Démographie

### L'évolution démographique
La population sarde a connu une forte croissance jusqu'au XXe siècle, alors que la Corse voisine se dépeuplait à cause de l'émigration des Corses qui fuyaient la misère. Puis, elle se stabilise aux alentours de 1 600 000 habitants au début du XXIe siècle du fait d'une baisse de la natalité. La natalité est la plus faible d'Italie (taux de 1,1 enfant par femme), la région ayant deux fois plus de morts que de naissances. La pyramide des âges laisse présager un dépeuplement qui sera ou non compensé par l'immigration.
En octobre 2004, plusieurs chercheurs de l'université de Montréal se sont rendus en Sardaigne pour y étudier une particularité de la population sarde. En effet, les médecins de l'île ont constaté un nombre important d'hommes supercentenaires (110 ans et plus), ce qui est rare, car habituellement ce sont les femmes qui atteignent ces âges avancés. Plusieurs explications sont avancées tels que « l’air des montagnes ou le régime alimentaire », mais encore des « facteurs génétiques ». Il est probable que ces facteurs interagissent comme le pense Robert Bourbeau. Ainsi, le Centre de recherche en démographie, et l'INED s’intéressent également à la Sardaigne, dans le cadre du projet européen sur les conditions de vie futures des personnes âgées en Europe.
|    | Ville             | Habitants |
| -- | ----------------- | --------- |
| 1  | Cagliari          | 153 231   |
| 2  | Sassari           | 126 218   |
| 3  | Quartu Sant'Elena | 70 352    |
| 4  | Olbia             | 61 323    |
| 5  | Alghero           | 43 743    |
| 6  | Nuoro             | 35 763    |
| 7  | Oristano          | 31 469    |
| 8  | Selargius         | 29 202    |
| 9  | Carbonia          | 27 611    |
| 10 | Assemini          | 26 848    |

Habitants recensés (en millier)
Pyramide des âges de la Sardaigne
Habitants recensés (en millier)

### La zone bleue des centenaires
Nuoro, ville sarde, est à l'origine de l'appellation de zone bleue qui identifie les rares régions du monde où la longévité des habitants est très nettement au-dessus de la moyenne.
Le nom a été créé par l'universitaire italien Gianni Pes et le démographe belge Michel Poulain. Ils ont découvert en 2000 à Nuoro la plus forte concentration au monde d’hommes centenaires alors connue localisée dans de nombreux villages de montagne de cette province.
Les hommes de Nuoro, souvent d'anciens bergers, ont la même espérance de vie que les femmes et l'on compte 30,9 centenaires pour 100 000 habitants avec des nonagénaires en très bonne condition physique.
La région de l'Ogliastra, caractérisée par l'une des densités de population les plus faibles de toute l'Italie, est l'un des territoires d'Europe comptant le plus de centenaires.

## Personnalités sardes
| Artistes | Personnalités politiques et de l'administration | Personnalités de la littérature | Personnalités de la philosophie et des sciences                                                              |
| --- | --- | --- | --- |
| - Angelo Sotgiu, chanteur du groupe Ricchi e Poveri - Maria Carta, chanteuse de musique folk et actrice - Antonio Cossu, dessinateur de BD - Paolo Fresu, trompettiste de jazz - Elena Ledda, chanteuse de musique folk - Salvatore Garau, peintre - Maestro di Castelsardo (le maître de Castelsardo), peintre - Giovanni Marghinotti, peintre - Antonio Marras, créateur de haute couture chez Kenzo - Filomena Moretti, guitariste - Tiberio Murgia, acteur - Caterina Murino, actrice - Amedeo Nazzari, acteur - Costantino Nivola, sculpteur - Antonello Salis, pianiste de jazz - Pinuccio Sciola, sculpteur - Lao Silesu, pianiste | - Giovanni Maria Angioy, juge, chef de la révolution anti-féodale sarde en 1796 - Dominique Albert Azuni, magistrat, juriste, chevalier de l'Empire - Vincent Bacallar, activiste dans le Parlement sarde et gouverneur du cap de Cagliari et Gallura - Enrico Berlinguer, homme politique, secrétaire général du Parti communiste italien - Francesco Cossiga, président de la République italienne - Mario Floris - Antonio Gramsci, l’un des fondateurs du Parti communiste italien - Emilio Lussu, officier d'infanterie, écrivain et politicien - Graziano Milia - Antonio Segni, président de la République italienne - Renato Soru | - Giulio Angioni, écrivain et anthropologue - Grazia Deledda, prix Nobel de littérature - Giuseppe Dessì, écrivain - Gavino Ledda, écrivain - Salvatore Satta, juriste et écrivain - Milena Agus, écrivaine (fait partie de la Nouvelle Vague littéraire sarde) - Marcello Fois, écrivain et dramaturge(fait partie de la Nouvelle Vague littéraire sarde) - Michela Murgia, écrivaine (fait partie de la Nouvelle Vague littéraire sarde) - Sergio Atzeni, écrivain, journaliste et traducteur italien (fait partie de la Nouvelle Vague littéraire sarde) - Italo Calvino, célèbre écrivain et journaliste | - Giulio Angioni, écrivain et anthropologue - Vincent Bacallar, historien, philosophe politique et linguiste |

## Culture sarde
Les densités de population, la gasrtronomie et la culture varient d'une région à l'autre. L'Ogliastra a ainsi longtemps fait figure "d'île dans l'île, cultivant jalousement son art de vivre".

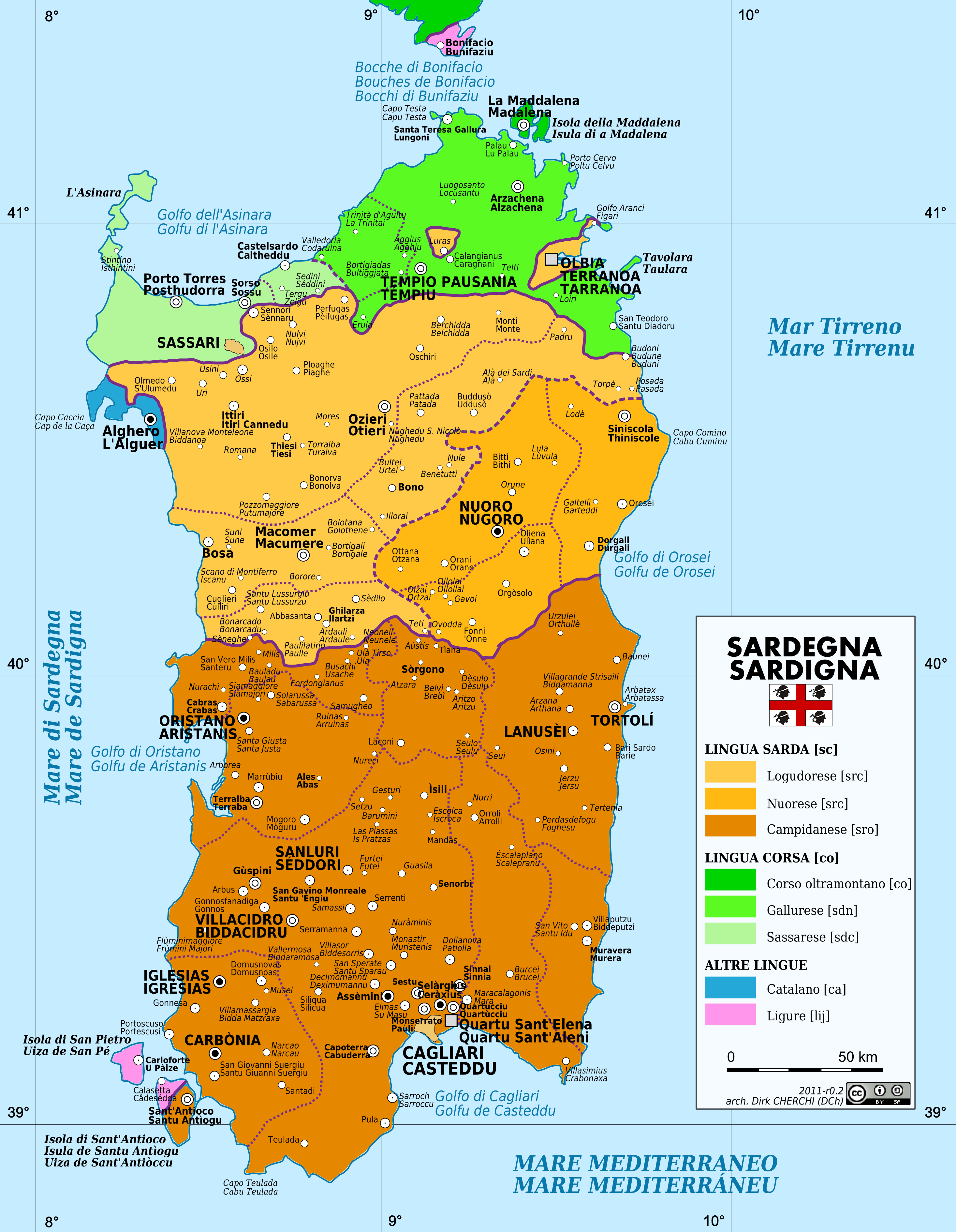
Carte de la répartition des différentes langues sardes.

- Musées de Sardaigne (it)

### Langues et dialectes

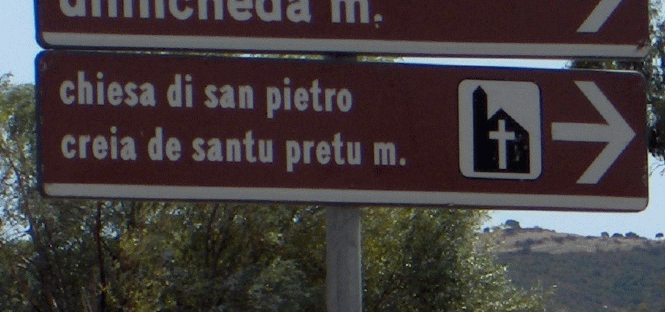
Signalisation locale bilingue en italien et en sarde.

Comme dans le reste du pays, la langue officielle et la plus largement utilisée est l'italien, mais il y a plusieurs langues locales et régionales, toutes de la famille des langues romanes. Parmi celles-ci la langue la plus répandue est le sarde, qui comprend plusieurs dialectes, langue romane distincte de l'italien et restée très proche du latin. Elle comprend des termes de substrat pré-latin dont certains sont similaires au basque, selon l'avis d'Eduardo Blasco Ferrer et Michel Morvan.
Le sarde possède divers dialectes et deux orthographes principales, le logoudorais et le campidanais :
- le sarde logoudorais (en sarde : sardu logudoresu, en italien : sardo logudorese), correspondant à la région du Logudoro, est la variété sarde restée la moins influencée par d'autres langues, du fait de son isolement géographique au centre de l'île. Elle se décline en deux dialectes, le commun, et le logudorais du Nord. Au logoudorais, on associe le nuorais (en sarde : nugoresu, en italien : nuorese), autour de la ville de Nuoro, variété la plus archaïque ;
- le sarde campidanais (en sarde : sardu campidanesu, en italien : sardo campidanese), correspondant à la région du Campidano, est la plus parlée de l'île. Au sein du campidanais, on distingue parfois l’ogliastrino (en sarde : ollastrinu), parlé autour de la ville de Lanusei, en Ogliastra.

D'autres idiomes sont parlés au nord de l'île, avec surtout deux variétés dérivées du corse et du toscan (considérés comme des langues par l'UNESCO). Il s’agit du sassarais (sassaresu, en italien : sassarese) parlé autour de Sassari vers Porto Torres et Castelsardo, et du gallurais (gadduresu, en italien gallurese) parlé en Gallura, qui sont considérés comme des dia-systèmes sardo-corses. Bien que la structure des deux langues soit italienne (corse et toscane), une part importante de leur vocabulaire est empruntée au sarde. La langue galluraise partage 80 % de son vocabulaire avec la variété sartenaise dite oltremontano de la langue corse, et 20 % avec la langue sarde.
Deux autres langues romanes sont également présentes en Sardaigne : le génois ou ligure, appelé tabarquin, et le catalan. Nommé ici tabarquin, le ligure est pratiqué dans le Sud-Ouest, dans les îles de Carloforte et Calasetta. La variété catalane qu'est l'alguérois (alguerès), relevant du catalan oriental, est pratiquée dans la ville portuaire d'Alghero (L'Alguer en catalan), au nord-ouest de l'île.
Depuis le XVIIIe siècle, date de l'introduction officielle de l'italien en Sardaigne par une loi (1760), il y a eu un processus progressif d'italianisation culturelle des structures sociales et de conversion linguistique vers l'italien, aujourd'hui à un stade avancé. En 2000, l'ISTAT rapporte que le sarde est la langue minoritaire la plus importante en Italie. Elle est parlée par 83,2 % de la population sarde âgée de plus de six ans. En 2006, le même institut révèle que seuls 29,3 % de la population sarde alternaient l'italien et le sarde au sein de la famille, et que seuls 16,6 % parlaient principalement le sarde ou d'autres langues non italiennes. Des données plus récentes suggèrent qu'à ce jour[Quand ?], parmi les jeunes, seuls 10 % de la population ont déclaré avoir une certaine maîtrise de la langue,.
Les langues régionales sont utilisées dans la signalisation routière bilingue de certaines municipalités.
- Paléosarde

### Littérature
- Littérature sarde, Grazia Deledda (1871-1936, prix Nobel 1926), poésie improvisée de la Sardaigne, nouvelle vague littéraire sarde

### Peintures murales

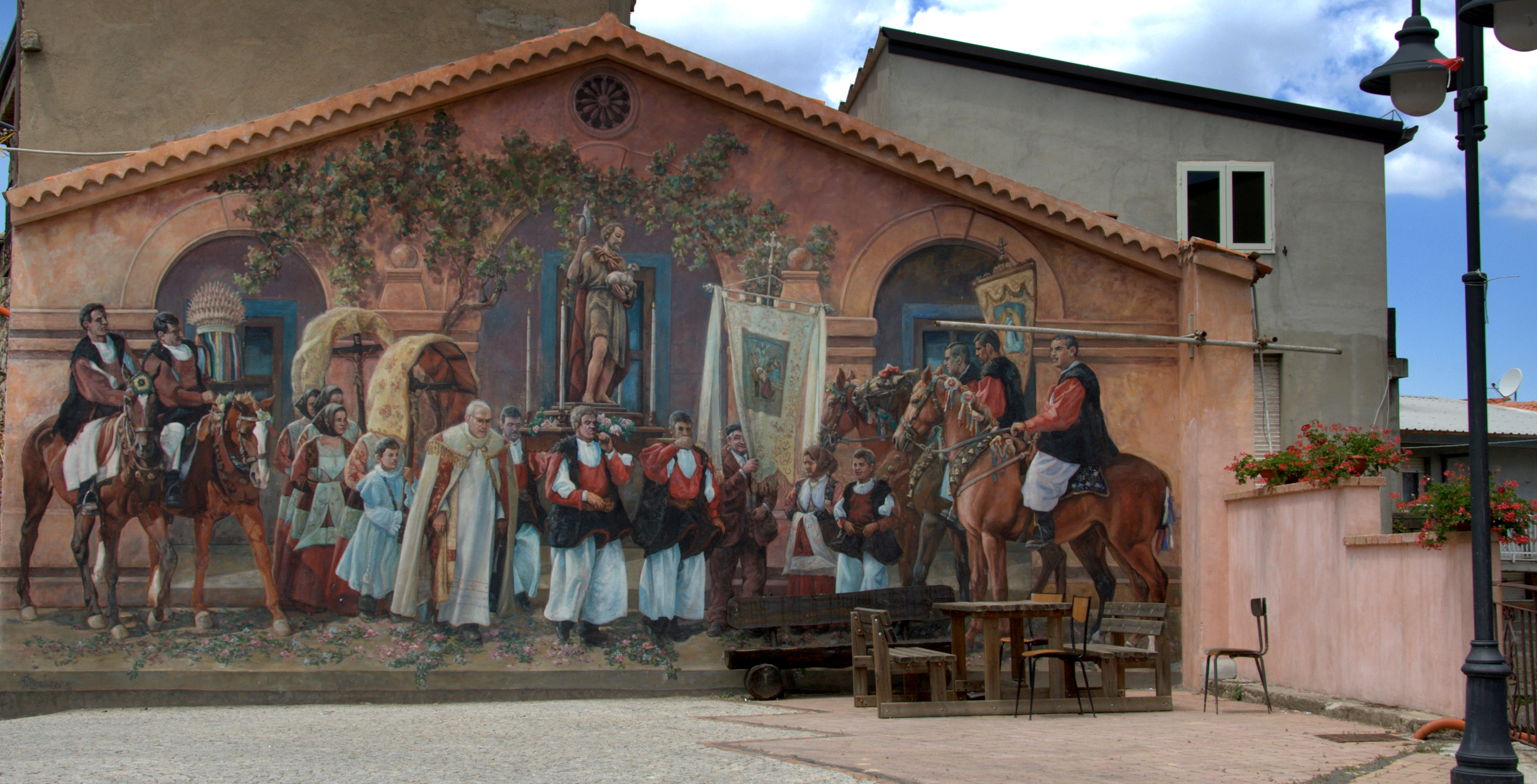
Une des nombreuses Murales de la ville de Fonni.

La Sardaigne compte plusieurs milliers de peintures dites murales (prononcer : « mouralèss ») sur les murs de l'île. C'est typique de la région. Cet art populaire s'étale sur les murs, mais aussi sur les rochers. Elles véhiculent assez souvent un message politique (actuel ou historique), parfois citoyen, comme sur l’hygiène à l'initiative des collectivités locales. Les fresques remarquables initiées par le professeur Francesco Del Casino à Orgosolo, patrie du muralisme italien, empruntent souvent à l'esthétique d'artistes connus comme Picasso, Miro, De Chirico ou au style de certaines bandes-dessinées. Les « murales » sont apparues en 1966 à San Sperate sur une idée du sculpteur Pinuccio Sciola.

### Chant, danse, et musique
Les instruments traditionnels sardes sont très utilisés en accompagnement des chants et des danses. La Sardaigne possède plusieurs traditions musicales uniques comme :

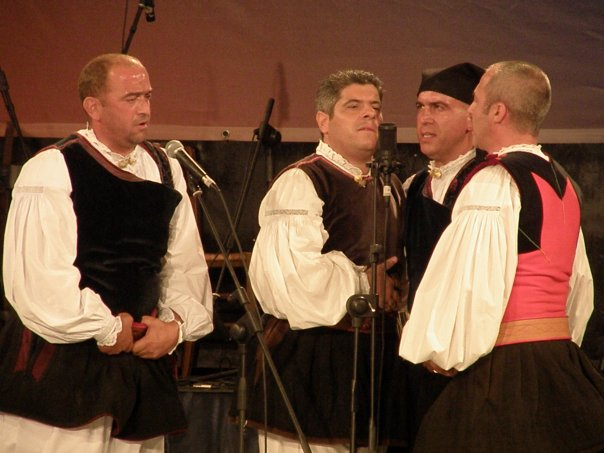
Un groupe de chanteurs sardes "a tenore" lors d'un festival.

- il canto a tenore est un chant polyphonique d'origine paysanne chanté par quatre hommes. Les chœurs sont souvent composés de quatre voix aux tessitures bien distinctes. La technique utilisée par les chanteurs sardes est quasiment unique au monde, et ne peut être rapprochée que du chant diphonique pratiqué principalement en Mongolie. En 2005, le canto a tenore a été proclamé chef-d'œuvre du patrimoine culturel immatériel de l'humanité par l'UNESCO[60],[61].
- Les Gosos sont des chants religieux[61].

- Le canto a chiterra est un chant monodique accompagné à la guitare sarde, la chiterra , instrument surtout utilisé dans les régions Logudoro et Gallura, au Nord de la Sardaigne[61].
- Le launeddas est l'instrument sarde par excellence. C'est le plus ancien, original et unique. Cet instrument à vent est composé de trois parties (sorte de clarinette) de différentes tailles, et se joue en utilisant la technique de respiration circulaire[61].
- L'organetto, petit accordéon apparu depuis moins de deux siècles, est aussi utilisé pour les danses et le chant.

Maria Carta réussit à promouvoir la musique traditionnelle sarde dans des manifestations populaires nationales et internationales.
Les danses sardes d'origine traditionnelle sont des danses en rond dans lesquelles les danseurs se tiennent étroitement liés par les avant-bras, comme dans les gavottes bretonnes. La plupart se dansent avec une sorte de rebond ou vibration au double du tempo. Elles sont dansées sur le chant ou des instruments traditionnels, ou aujourd'hui fréquemment l'accordéon diatonique comme dans des nombreuses régions d'Europe. Le ballu tundu, dont le pas est d'ailleurs identique à l'hanter dro breton hormis la vibration, est la plus connue et répandue des danses dans l'île, mais il en existe diverses autres, telles le a passu, et le ballu seriu. Certaines de ces danses laissent aujourd'hui place à une improvisation en couple au centre du rond, ainsi qu'à des pas techniques au sein du rond, en principe réalisés par des hommes.
La culture populaire sarde comprend aussi des hymnes qui ont joué un rôle essentiel à différentes périodes de l'histoire sarde, incitant à l'action ou renforçant le sentiment d'appartenance nationale. Le seul hymne aimé (et aussi officiel) est Procurad'e moderare (it), hymne révolutionnaire composé par Francesco Ignazio Mannu en 1795 en l'honneur de l'insurrection sarde de 1794. L' hymne national sarde (S'hymnu sardu nationale) était l'hymne du royaume savoyard de Sardaigne. Il a été composé en 1843 par Giovanni Gonella (it). Il existe également l'hymne de la brigade « Sassari » (Dimonios) composé par Luciano Sechi en 1994 et le fameux Naneddu Meu (it) écrit par Peppino Mereu (it) !

### Tenues traditionnelles

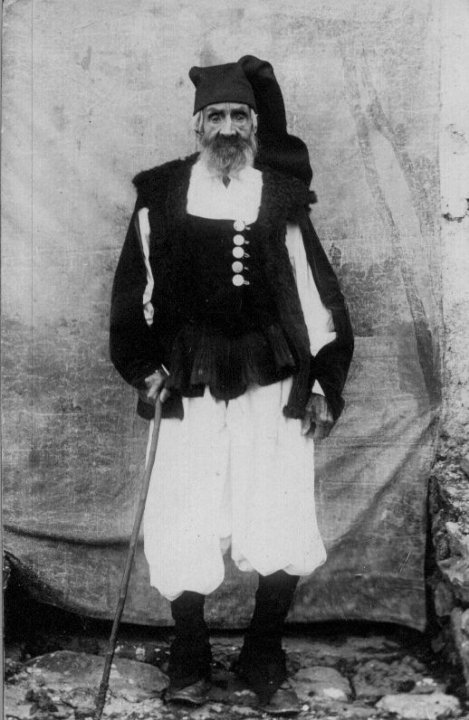
Tenue traditionnelle masculine

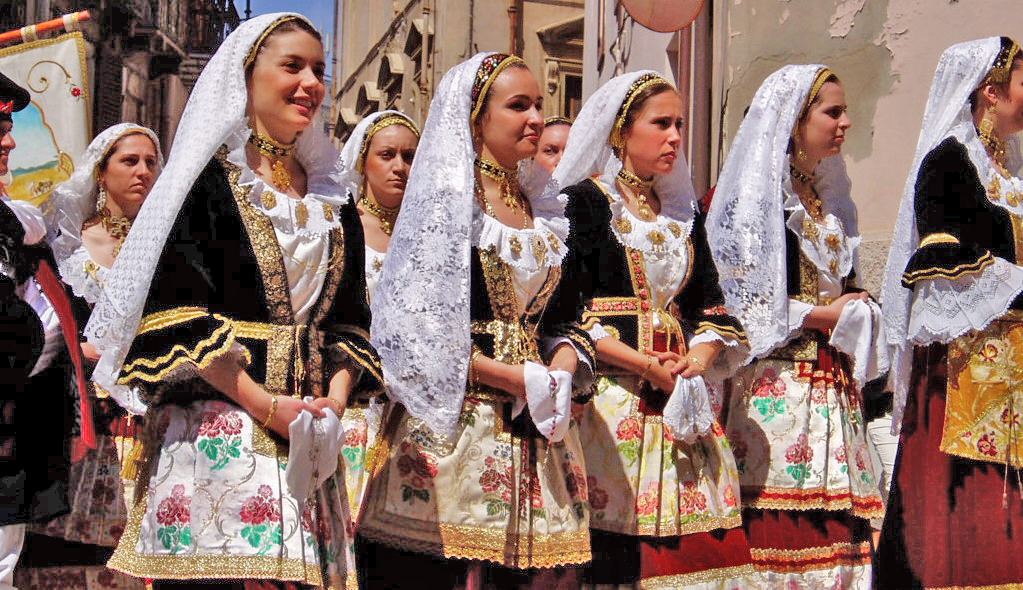
Un exemple de tenue traditionnelle sarde féminine.

On peut admirer les vêtements traditionnels lors des principales fêtes religieuses ou populaires.
Pour la femme, la tenue traditionnelle est souvent finement brodée, de couleurs vives (vert, bleu, or ou rouge) et réalisée dans des tissus précieux. Les tenues peuvent être très différentes. Chaque village ou presque possède son propre costume traditionnel féminin, comme pour se démarquer, malgré des parties fixes telles que le châle, le corsage, la jupe longue, et la chemise blanche. Les femmes peuvent également porter des bijoux sardes, en or, argent ou corail, souvent finement gravés,.
En revanche, pour l'homme, la tenue traditionnelle est dans la droite ligne de la tradition pastorale chère à la Sardaigne. On constate souvent une chemise et un pantalon blanc, un gilet et une veste noirs (parfois avec du rouge), un chapeau de forme particulière, et parfois un manteau (de cuir ou de laine).
Plusieurs musées permettent de contempler ces tenues typiques:
- le « Musée du joyau et du costume sarde » à Milis (Oristano),
- le « Musée du costume traditionnel et de travail du lin » à Busachi
- le « Museo del costume » ( Musée du costume ) de Nuoro[68].

### Les contes sardes
La forte tradition orale de la Sardaigne a produit de très nombreux contes et légendes. Il existe même, dans la ville de Boroneddu, Il museo della fiaba sarda (Le musée de la fable sarde) consacré aux personnages des fables traditionnelles,.
Quelques exemples de contes :
- Come Sant'Antonio rubò il fuoco al diavolo (Comment saint Antonio vola le feu au diable) ;
- Il vecchio e la rupe (Le vieux et le rocher) ;
- Mariedda del piccolo popolo delle janas (Mariedda du petit peuple des fées) ;
- La vitellina dalle corna d'oro (Le petit veau aux cornes d'or).

### Les fêtes sardes

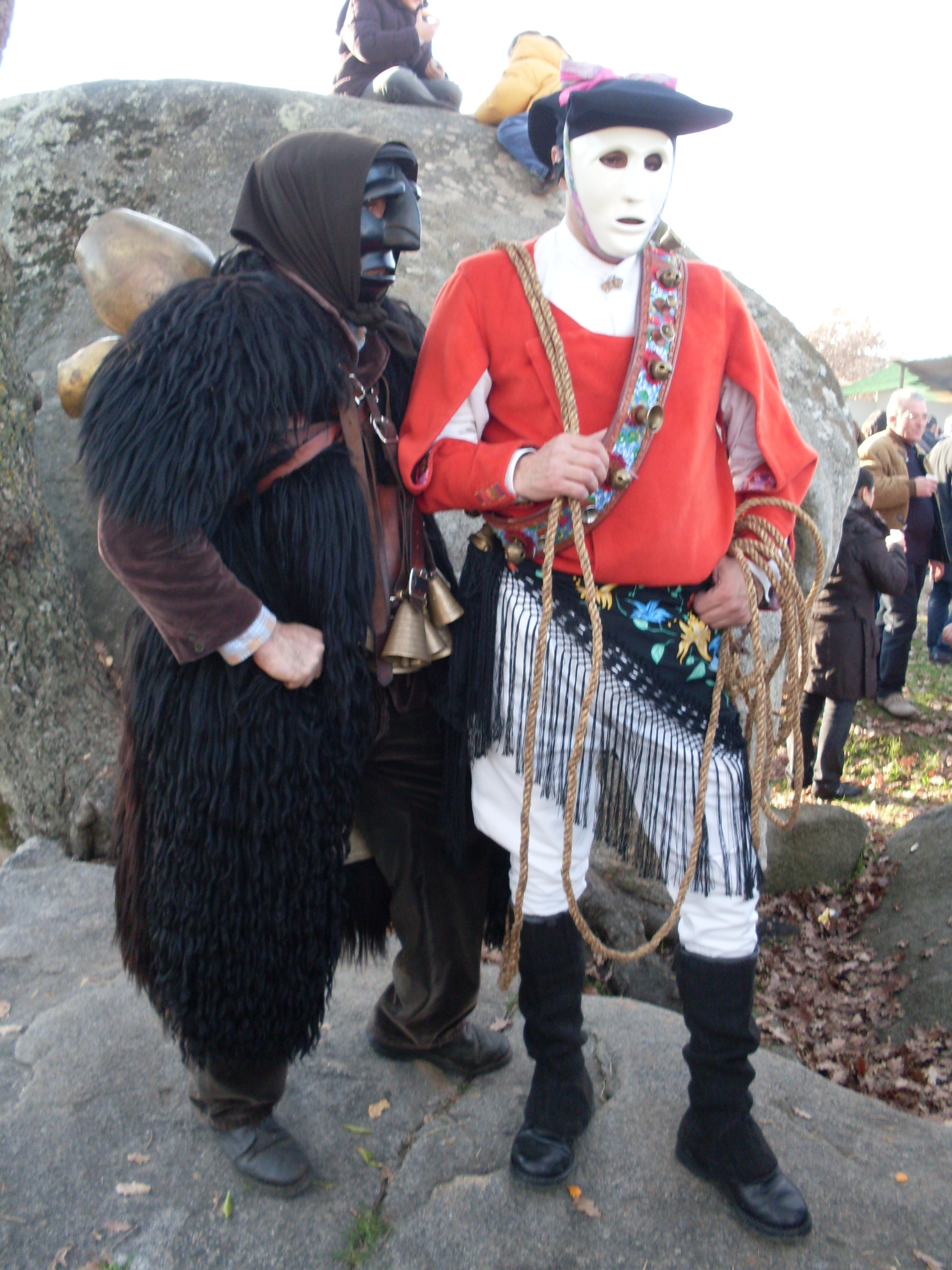
Costumes de carnaval sarde : les Mamuthones.

Il existe de nombreuses fêtes en Sardaigne (Carnavals, processions…), qui révèlent la culture sarde fortement ancrée dans l'île, :
- la Sartiglia : c'est une course de chevaux qui a lieu le dernier dimanche, et le mardi gras pendant la période du carnaval à Oristano. Durant deux jours, des cavaliers somptueusement vêtus enchaînent courses, tournois et acrobaties spectaculaires. Les départs des équipes se font au son des trompettes et des roulements de tambours[70] ;
- la die de sa Sardigna (Le jour de la Sardaigne) : c'est la fête du peuple sarde. Elle est établie par le conseil régional de Sardaigne le 14 septembre 1993 en souvenir de l'insurrection du 28 avril 1794. Ce jour, les écoles restent fermées[71] ;
- le carnaval de Tempio Pausania : c'est le carnaval le plus célèbre de l'île. Pendant une semaine se succèdent fêtes, défilés et bals. Le personnage principal est le Roi Giorgio, un énorme pantin qui finira brûlé sur la place principale[72] ;
- le carnaval de Mamoiada : cette fête est l'une des plus intrigantes de Sardaigne. Tous les ans, en janvier, les Mamuthones défilent avec leurs masques noirs traditionnels à l'expression inquiétante. Ils sont vêtus d'épaisses peaux de chèvres et portent sur leur dos plusieurs sonnailles qui résonnent au rythme de leurs pas[73] ;
- la procession pour Santa Maria del mare (sainte Marie de la mer) : une procession de bateaux le 1er août à Bosa ;
- les Candelieri (it) : c'est une procession qui se déroule le 14 août à Sassari (entre autres) ;
- l'Assunta : procession à Orgosolo ;

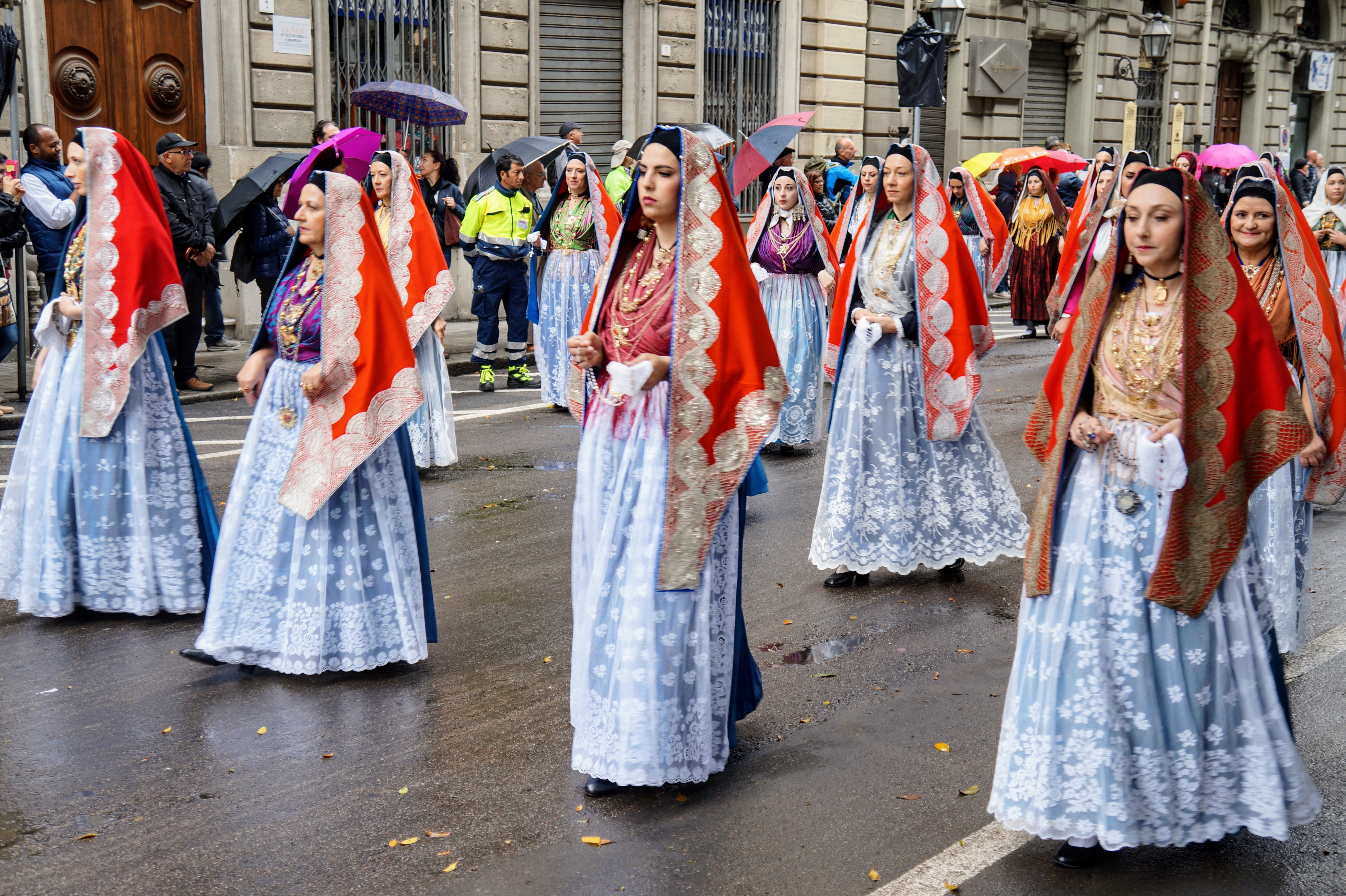
Fête de Sant'Efisio, Procession en costumes traditionnels, 1er mai 2018.

- Fête de Sant'Efisio, Procession en costumes traditionnels, 1er mai 2018. la Sagra di Sant'Efisio : Cette fête religieuse dédiée au Saint Patron de la Sardaigne se déroule le 1er mai à Cagliari. Elle regroupe de nombreux fidèles, en costumes traditionnels, des musiciens et des cavaliers. On peut également y admirer le défilé des « Traccas », ces chars à bœufs magnifiquement décorés. L'avenue principale, recouverte de milliers de pétales de roses, se transforme pour l'occasion en un superbe tapis multicolore[74],[75] ;
- la cavalcata sarda (it) : une course de chevaux à Sassari au mois de mai ;
- la Sagra di San Salvatore : procession de septembre à Cabras ;
- la Sagra del Redentore : cette fête est dédiée au Rédempteur de Nuoro sur le Mont Ortobene. Elle a lieu à la fin du mois d'août. Elle rassemble de nombreux événements folkloriques et permet de découvrir les chants, la gastronomie et les costumes traditionnels sardes[76] ;
- l'Ardia (it), S'ardia en sarde : course de chevaux dans les ruelles du village de Sedilo ;
- la fête des Merdules : se déroule à Ottana ;
- la fête de San Pietro : se déroule à Carloforte le 29 juin.

### Universités sardes
On trouve deux universités en Sardaigne, l'université de Cagliari, et l'université de Sassari, qui est spécialement reconnue pour ses cours de droit.

### Gastronomie
Le porcheddu (maialetto ou porchetto en italien) est un cochon de lait entier (5 kg maximum) parfumé au myrte et au laurier, cuit au four ou à la braise dans un trou recouvert de terre. C'est une tradition venant, dit-on, des bergers malhonnêtes qui cuisinaient de cette façon les cochons de lait volés aux autres bergers. Lorsque le cochon de lait est plus gros, on le coupe en deux et on le cuit à la broche sur un feu de myrte. On peut aussi le mouiller avec le filu 'e ferru, la grappa locale, ou avec de l'eau. Ajouter du laurier, sel, poivre, beaucoup d'ail et de myrte.
Les culurgiones sont l'interprétation sarde des raviolis, sans viande : la farce, souvent à base de pommes de terre, réunit harmonieusement le goût sucré des bettes et celui plus franc du pecorino sarde, ainsi que les arômes, agréablement en opposition, de la noix de muscade et du safran. Certains les mangent enrichis par une sauce tomate avec de la viande hachée. Dans certaines provinces sardes, ils sont appelés culurzones, ayant une farce faite de ricotta et d'herbes (persil, etc.). Ces culurgiones sont généralement servis avec une sauce tomate et saupoudrés de pecorino sarde.

#### Cuisine
La cuisine a connu une évolution particulière qui conserve encore aujourd'hui beaucoup de ses anciennes caractéristiques.
Parmi les pâtes on distingue les culurgiones (sorte de raviolis fourrés d’un mélange de pommes de terre, ail, fromage et menthe), les malloreddus (en forme de coquillages), mais aussi les pillus (sorte de nouilles).
La viande, cuite à la braise, souvent aromatisée au myrte ou à la suie, est la reine des repas de fête : agneau, chevreau, cochon de lait, marcassin. Le stufato de mouton, réalisé avec un gigot de mouton cuit dans du vin rouge avec des légumes et des épices. Le pane carasau est un pain typique sarde.

#### Fromages

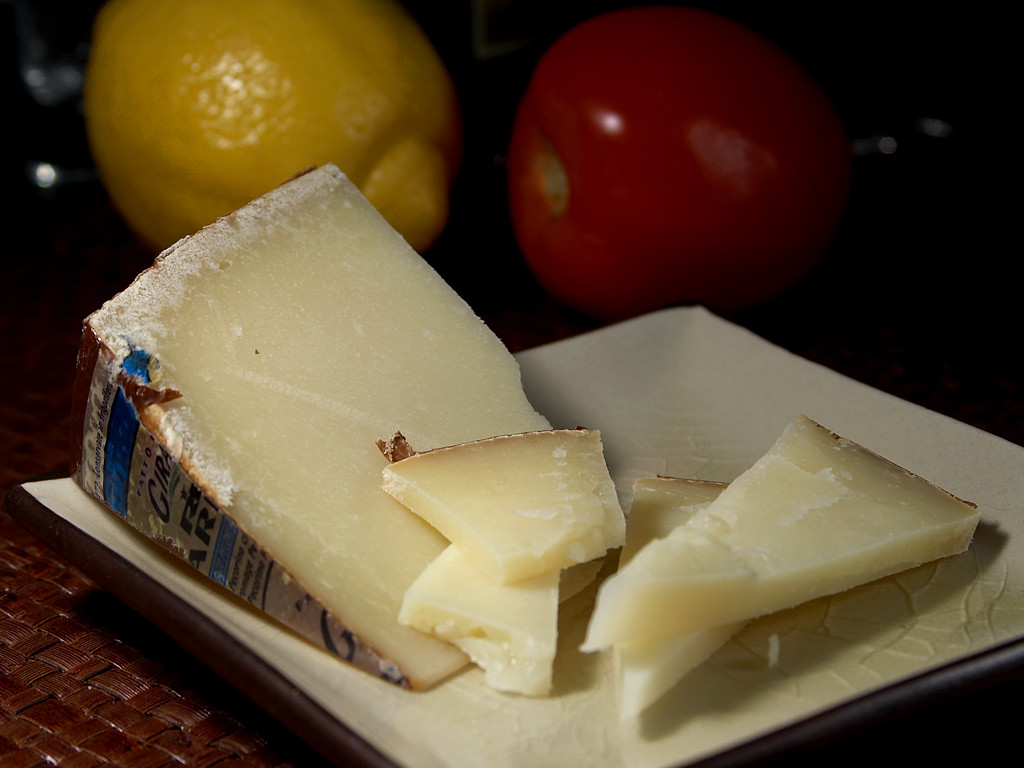
Pecorino Sardo.

L'important troupeau de trois millions de brebis qui donne lieu à la transhumance en Sardaigne est à l'origine de la richesse de l'offre de fromages dans l'île. Les premières traces de production de fromage en Sardaigne remontent à l'époque romaine avec le Pecorino.
Le fromage de brebis (pecorino sardo) est célèbre dans le monde entier. Il est produit à partir du lait de brebis sarde, une race locale. Ce fromage est protégé par le label de qualité européen DOP. Il est habituellement consommé avec la carta musica ou pistoccu (it), pain très fin en semoule de blé dur.
Il existe d'autres fromages produits en Sardaigne, tels que la fleur Sarde (Il Fiore Sardo), le Casu marzu, le Canestrati, ou les caprini (au lait de chèvre).

#### Pâtisseries
Enfin les gâteaux, le plus souvent aux amandes (les amarettus ou Amaretti, les Gattò), mais aussi au miel et aux épices. On peut donner d'autres exemples comme les Pardulas ou Casadinas (petits gâteaux à base de Ricotta), les chiacchiere (sortes de bugnes), l'aranzata (gâteaux à l'orange), les sebadas (beignets au fromage, au citron et au miel) ou les Cardinali (petits gâteaux moelleux), les Papassinos, et enfin les Sospiri (bonbons d'amandes sucrés).

#### Boissons
Les vins sardes sont moins connus que ceux d'autres régions d'Italie, mais leur renommée grandit. L'eau-de-vie (de raisin et de myrthe) et la vernaccia (vin très doux avec un haut degré d'alcool) sont très courants.
Exemples de cépages implantés en Sardaigne :
- Carignano (Carignan) ;
- Cannonau (Grenache) ;
- Girò (it) ;
- Monica ;
- Malvasia di Sardegna ;
- Nasco ;
- Nuragus ;
- Vernaccia di Oristano.

Exemples d'autres alcools sardes :
- le Mirto : liqueur à base de myrte, qui peut être blanche ou rouge ;
- le Villacidro (du nom d'une ville du sud) : alcool à base d'anis et de safran ;
- le Filuferru (fil de fer) : issu de la distillation de marc de raisin ;
- l'Amaro Sardo : liqueur amère ;
- le Limoncello : liqueur typique de la Campanie, mais également produite en Sardaigne, de couleur jaune, à base de citron ;
- Ichnusa : bière sarde.

## Tourisme

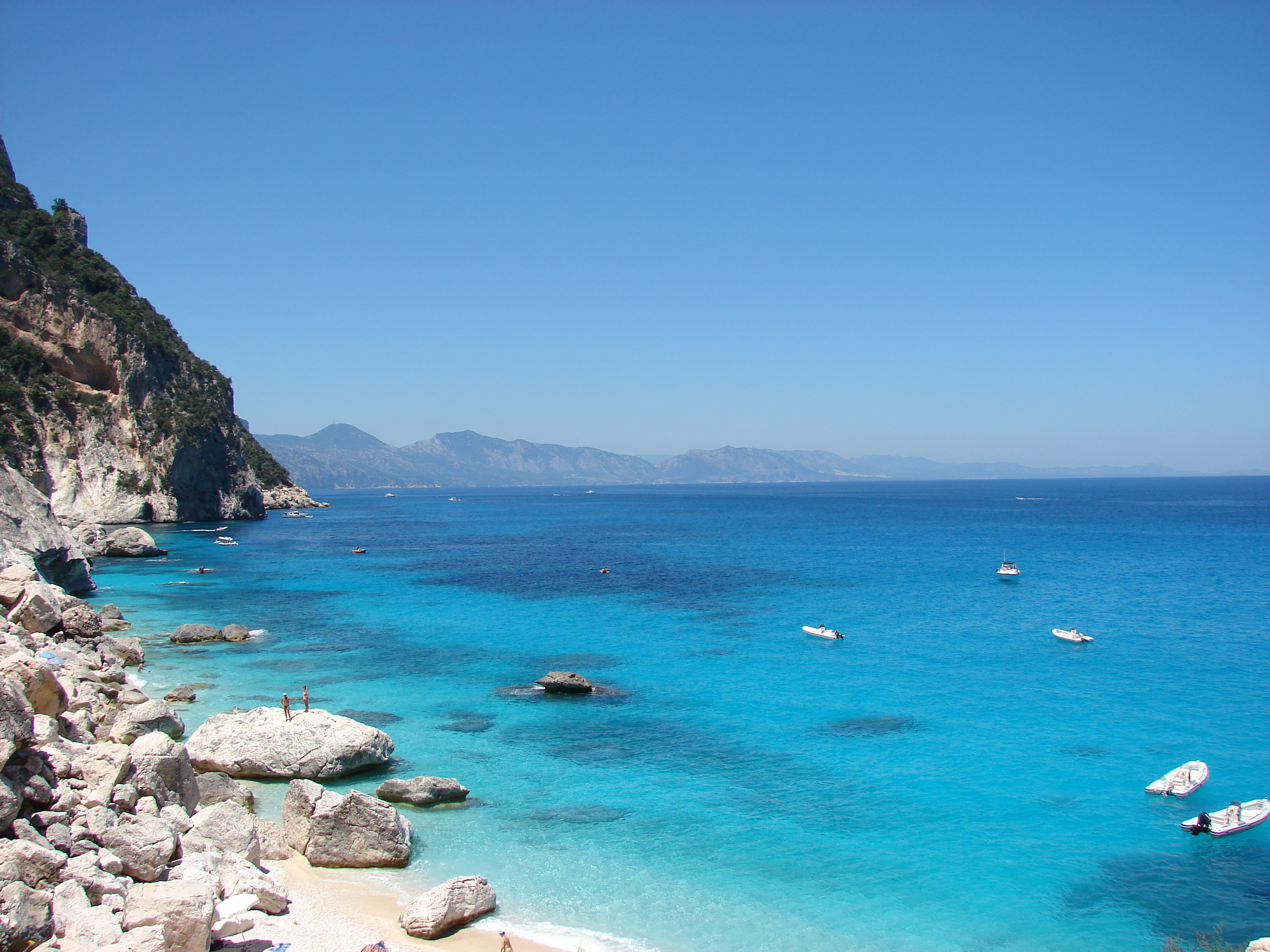
Côte est de l'île, Cala Goloritzé.

La Sardaigne est une destination touristique réputée notamment grâce à ses plages, parmi lesquelles la côte d’émeraude (costa Smeralda) mais aussi grâce à la randonnée en Sardaigne, d'intérêt panoramique, entre mer et sommets, dans le massif montagneux de Gennargentu, ou encore la ville catalane fortifiée d’Alghero et le petit port de Bosa dominé par une forteresse et bien d'autres sites. C'est avec la Corse un des hauts lieux de la randonnée dans les îles de Méditerranée. L'industrie touristique est considérée par des anthropologues sardes tels Giulio Angioni et des cinéastes sardes tels Salvatore Mereu comme un "massacre" du territoire et de l'identité, par exemple exprimé dans le film Assandira.
À partir de 1962, le consortium Costa Smeralda, associe des industriels comme le propriétaire des bouteilles San Pellegrino et le magnat de la bière Patrick Guiness, à Porto Cervo où les marques de luxe « ont toutes pignon sur rue » tandis que le Monte di Mola Museum (MDM) expose « du Pop Art et du Street art ». Ils recrutent des architectes célèbres comme Jacques Couelle et Michele Busiri Vici.
Les autorités locales témoignent d'abord de compréhension, le consortium s'engageant à un relatif équilibre entre ciment et nature. L'aspect des constructions et des espèces végétales des jardins est réglementé, ce qui entraînera un style «néo-méditerranéen», mélange de Grèce et de Provence. Le consortium Costa Smeralda acquiert 55 kilomètres de côtes, 80 plages et 5 000 hectares à Arzachena, commune la plus étendue d'Italie après Rome, dont les 6 000 habitants voient en dix ans se créer 4 000 emplois permanents, mais aussi affluer les photographes, sur fond de commérages et barrages routiers, parfois déclenchés par le va-et-vient de princes de la " jet-society " entre l'aéroport d'Olbia et le golfe de Porto-Cervo, à bord de l'hélicoptère privé.
Cependant, Dominique Fernandez, professeur à l’Institut français de Naples, s'interroge dès 1965 sur les miracles attribués à l'Aga Khan, dans la soixantaine de pages qu'il consacre à la Sardaigne, où il questionne de nombreux insulaires, dans son premier livre. En 1967, des urbanistes américains conçoivent une extension, confiée à l'architecte Luigi Vietti, transmise aux autorités en février 1970. Le gouvernement sarde s'y oppose, demandant une réduction du volume global, mais aussi un changement du ratio pour plus d'hôtels et moins de résidences secondaires. Selon le consortium, 15 % seulement de la zone serait bâtie.
Après deux ans de blocage, en octobre 1971, l'Aga Khan menace de licencier tout le personnel s'il n'obtient pas une réponse. Des manifestations ont lieu, des commentateurs italiens s'enflamment sur le thème "La Sardaigne aux Sardes. Chassons l'argent étranger". À partir de 1980, la commune d'Arzachena finalise son propre projet d'hôtels, plus réduit, et après dix ans de polémiques, l'Aga Khan s'en va. Une partie des hôtels bâtis par lui sera finalement cédée au conglomérat américain Starwood. Seules quelques extensions ont lieu, comme Marmorata Village, ex-Club Med des années 1970, passé à un millier de chambres et dont les Français représentent deux tiers de la clientèle.
En 1994, l'archipel de la Maddalena, est classé parc national marin (Parco dell'Arcipelago della Maddalena). Il s'étend sur plus de 20 000 hectares de terre et de mer et 180 km de côtes. 100 000 touristes visitent ce parc chaque année.
Le développement de ses infrastructures touristiques, son climat, ses vestiges archéologiques (nuraghe, etc.), font de cette île une destination qui peut accueillir « environ 12 millions de touristes par an, dont 80 % en juillet-août ». De nombreux complexes hôteliers sont construits dans le sud (Villasimius), dans l’est (Muravera), et dans l’ouest (Santa Margherita di Pula et Chia) de l'île.

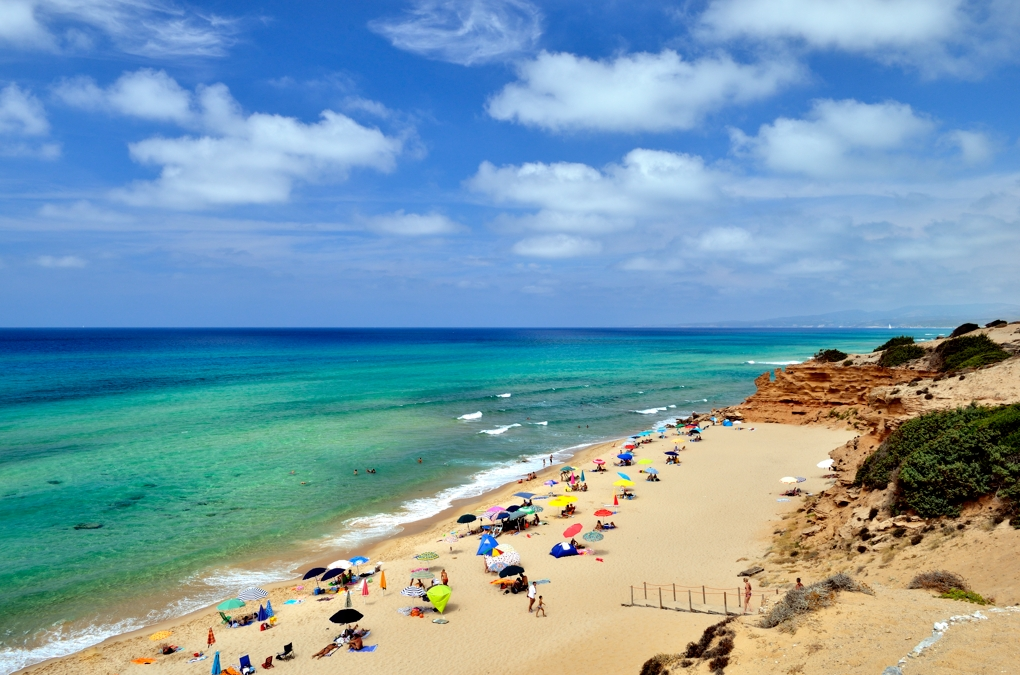
Plage de Scivu.

Dans les années 2010, la Sardaigne, comme le reste de l'Italie, se voit dépassée par le "surtourisme" qui affecte le patrimoine et la qualité de vie sardes. Pour remédier à cet afflux de touristes, des mesures sont prises comme la mise en place, en 2019, d'un numerus clausus sur les plages. De même, le projet européen Stratus soutient les initiatives locales en faveur d'un tourisme durable marin et balnéaire.
Le tourisme nature tend à se développer avec le "Festival di Scirarindi", qui fait office aussi de salon de l'écotourisme, mais a souffert du confinement. Il se déroule chaque année en novembre à Cagliari. Depuis 2021 s'est développé un Festival du tourisme responsable Itaca qui met en avant un « droit de respirer » et propose « des conférences parfois un peu savantes ».
Ce type de tourisme s'est développé principalement sur la côte orientale de l'île, dans la partie préservée, l'Ogliastra et la Barbagia. La région de l'Ogliastra a l'une des densités de population les plus faibles d'Italie.
Il existe un moyen étonnant de découvrir la Sardaigne. En effet, le trenino verde (le petit train vert), est un chemin de fer à vapeur remis en marche, avec locomotives et wagons rénovés, afin de faire visiter l'île.
Il existe des formes d'hébergement comme Agritourisme ou d'hébergement en habitat diffus qui favorise le contact avec les habitants.
De nombreux objets en liège sont fabriqués tels que des cartes postales, des damiers, et autres objets de toutes sortes.

## Compétitions sportives renommées
De nombreuses manifestations de renommée nationale ou internationale se déroulent en Sardaigne comme :

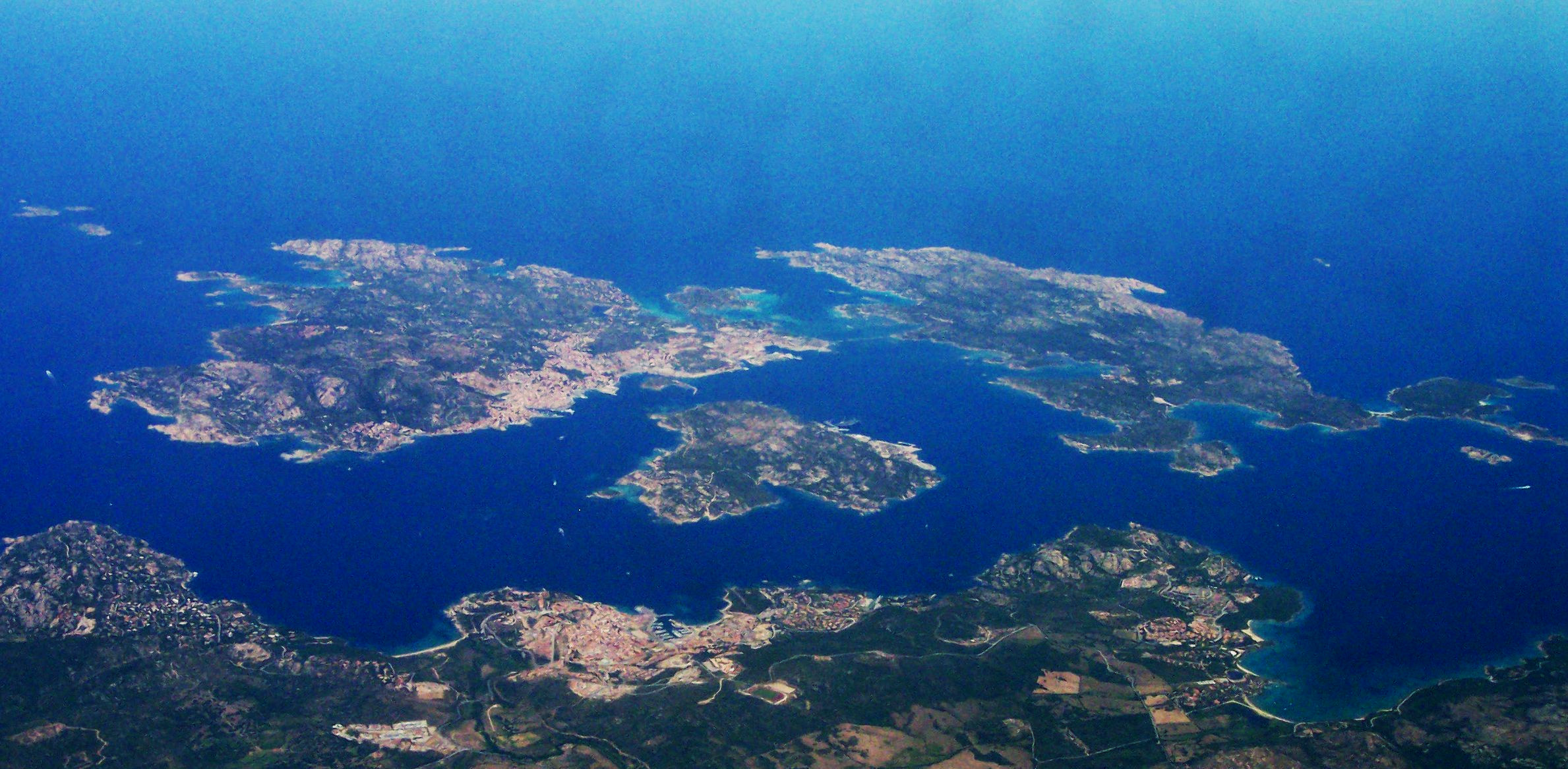
Maddalena, l'archipel émeraude de la Sardaigne.

- le Rallye de Sardaigne est une des épreuves du championnat du monde des rallyes[96],[97] ;
- le Tour de Sardaigne (il giro di sardegna) est une course cycliste très populaire[98],[99].

## Activités économiques et ressources
Le secteur des services et le tourisme sont les principales activités économiques de l'île.
Le revenu par habitant en Sardaigne est le plus haut du Mezzogiorno (16 837 € par personne). Les principales villes ont des revenus plus élevés : à Cagliari le revenu par habitant est 27 545 €, à Sassari 24 006 €, à Oristano 23 887 €, à Nuoro est 23 316 € et à Olbia 20 827 €.
Malgré cela, la Sardaigne souffre d'un fort taux de chômage (environ 7 %), surtout chez les jeunes (environ 22 %). « Le problème le plus important est l'emploi, en Corse comme en Sardaigne. Si cette question n'est pas résolue, il y aura toujours un mal-être et une émigration. L'intérieur des terres de la Sardaigne se dépeuple. ».
L'Union européenne a répondu en partie à la demande sarde, en mettant en place un « régime d'aide à l'emploi ».

### Élevage
L'élevage est très implanté en Sardaigne, en bénéficiant des nombreuses régions montagneuses, d'où une importance économique, mais aussi sociale. Il est traditionnellement pratiqué en extensif ou semi-extensif sur les 1 500 000 hectares de prairies naturelles.
Le type d'élevage principal est l'élevage ovin, l'île comptait un million de moutons sardes au XVIIe siècle, deux millions en 1918 et deux millions et demi en 1971. Le lait de brebis est apprécié et très utilisé, et la viande d'agneau est un repas de choix.
L'autre type est l'élevage de caprin. Le lait de chèvre est également recherché. Ainsi, le fromage est le produit le plus couramment fourni.

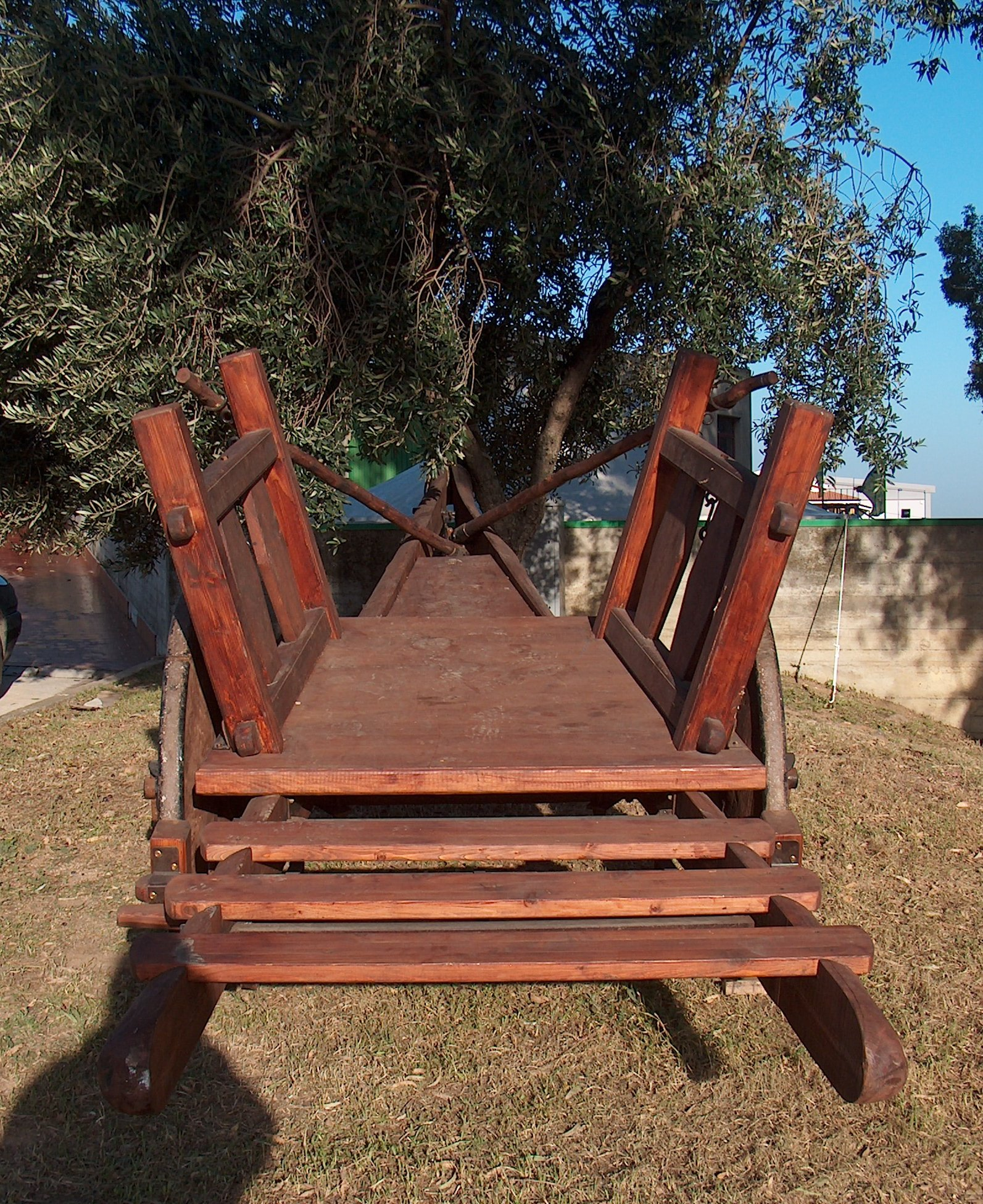
Chariot agricole traditionnel sarde. Il était tracté par un couple de bœufs.

L'objectif des 13 000 à 15 000 éleveurs d'ovins et caprins que l'on peut recenser, est d'augmenter la production de produits à forte valeur ajoutée tels que les AOP. Dès lors, les associations d’éleveurs caprins de Nuoro et Cagliari et l’Istituto Zootecnico e Caseario per la Sardegna ont décidé de « définir des stratégies de sélection pour la chèvre sarde ». L'élevage ovin a pour objet la transformation du lait en fromages connus comme le Pecorino sardo et a recours comme dans d'autres régions sardes à la transhumance en Sardaigne, qui fait depuis le XXIe siècle l'objet de circuits de randonnée en Sardaigne.
La Sardaigne est ainsi le plus grand exportateur de fromage aux États-Unis et au Canada, même si elle a connu quelques difficultés avec la baisse du dollar. »

### Agriculture

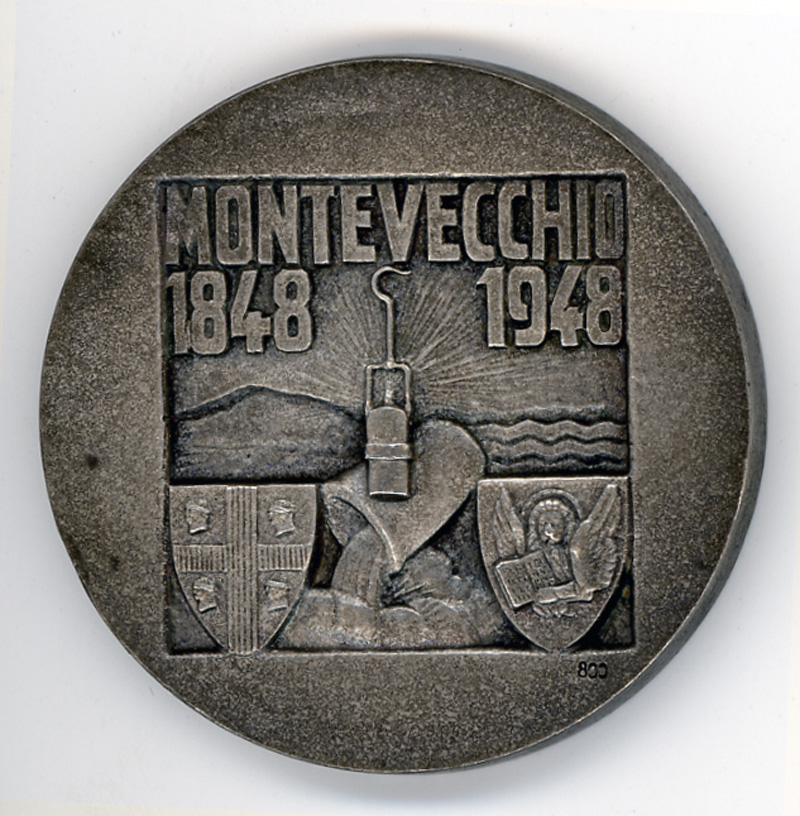
Recto d'une médaille inaugurative.

On peut voir plusieurs types de cultures en Sardaigne, dont l'agriculture est assez diversifiée. On trouve des céréales (blé…), des fruits (agrumes, cerises…), des légumes (artichaut…), du crocus printanier pour récolter le safran, de l'olive qui est largement utilisée pour produire l'huile, du liège, de la vigne pour le vin. Cette dernière production date de fort longtemps en Sardaigne, car déjà présente à l'âge nuragique. La production d'olives en revanche n'a été introduite en Sardaigne qu'à partir du XVIe siècle.
La saliculture et bien sûr les ports de pêche, sont également des cultures présentes sur l'île. Cependant cette dernière activité est relativement marginale pour des raisons historiques. On peut cependant noter une exception pour la pêche de l'anguille pêchée depuis l'Antiquité.

### L’exploitation minière
La Sardaigne possède de nombreuses mines, dispersées sur toute l'île. La zone géographique ayant le plus de ressources minières est le sud-ouest. Le travail minier dans l'île date de temps très éloignés (6000 av. J.-C.). Grâce à ces nombreuses ressources minières, notées dans la partie historique, la Sardaigne a pu se développer en attirant commerçants et envahisseurs, dès l'Antiquité puis au Moyen Âge.
La Province de Sardaigne du Sud inclut Carbonia, chef-lieu de l'ancienne province de Carbonia-Iglesias et ses mines de charbon des années 1930 à 1960, qui ont marqué l'histoire de l'île. Le tourisme minier, avec musées, guides, visites et reconstituions y est très développé dans les villages en à-pic sur la mer.
| Minerais de fer                                                                      | Minerais de calcium | Autres |
| ------------------------------------------------------------------------------------ | --- | --- |
| - Chalcopyrite (contient aussi du cuivre) - Sidérite - Pyrite - Magnétite - Hématite | - Granite (contient aussi de l'aluminium) - Dolomite (contient aussi du magnésium) - Aragonite - Fluorine (contient aussi du fluorure) - Calcite | - Cinabre (Contient du mercure) - Chalcopyrite (contient aussi du fer) - Corindon (contient de l'aluminium) - Galène (contient du plomb) - Craie (contient calcaire et argile) |

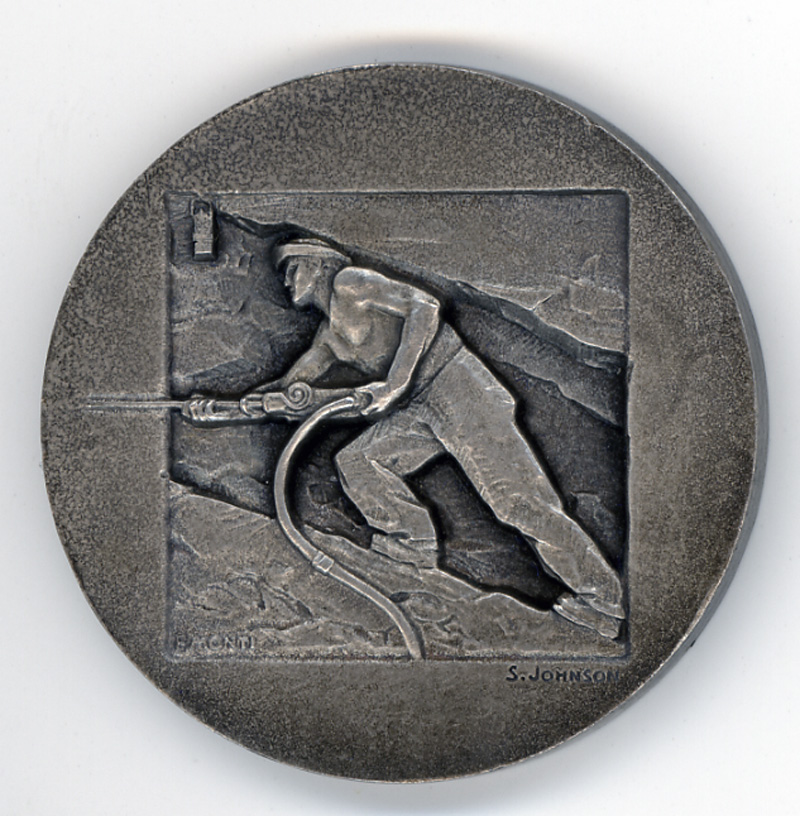
Médaille commémorative remise aux mineurs pour le centenaire des mines de Montevecchio (verso).

Mais on trouve également des productions d'argent, de charbon et de zinc.
Alors que depuis la domination romaine sur l'île l'exploitation minière était très importante en Sardaigne, la production d'aluminium, de charbon et de plomb a chuté par la suite au XXe siècle. "Dans les années 1960, un premier plan de développement économique de la Sardaigne a été mis en place, fondé sur la monoculture industrielle : la chimie. Quand la chimie s'est écroulée pour des raisons de difficultés mondiales, il y a eu une crise de désindustrialisation en Sardaigne, amplifiée par la baisse d'activité dans l'aluminium et les mines de charbon et de plomb. Sur les quatre pôles chimiques historiques, deux existent encore à la fin des années 2010. "Aujourd'hui, nous cherchons à dépasser cette phase de désindustrialisation, en passant à un système productif plus flexible" a résumé Efisio Orru, préfet de Sardaigne.
Aujourd'hui, cette activité est donc réduite, mais la découverte européenne d'une nouvelle technique, a permis l'ouverture en 1997 d'une mine d'or, minerai qui n'était pas jusque-là exploité sur l'île.

### Industrie

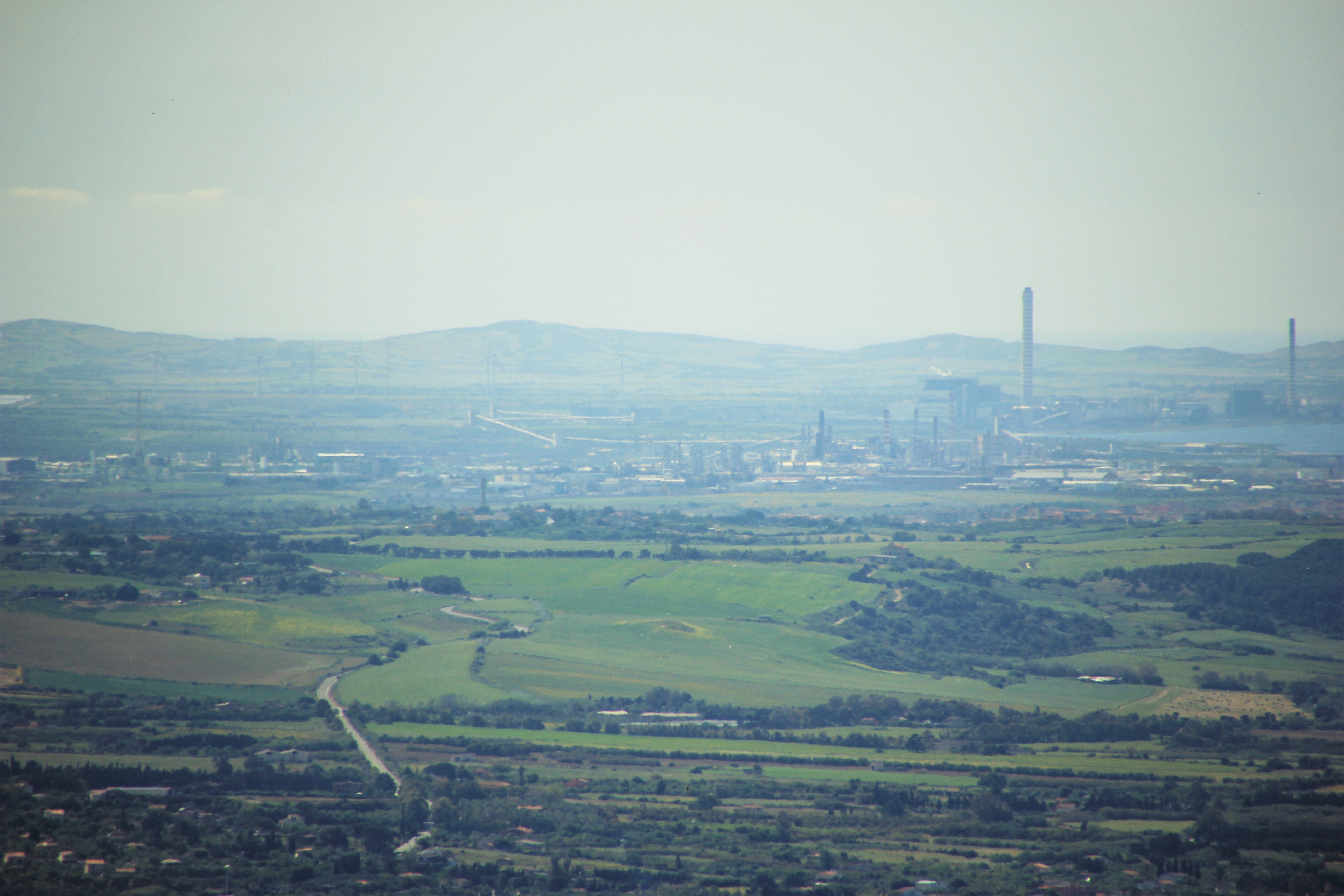
Centre industriel de Porto Torres.

L'industrie sarde s'est développée dans les domaines d'activité très variés, allant de l'agroalimentaire, à la métallurgie et au textile. L'un des fleurons du secteur de l'agroalimentaire est l'usine d'Arborea, érigée sur des marais asséchés vers 1928, qui constitue la 1re coopérative laitière de Sardaigne par laquelle transite environ 80 % du lait de vache de Sardaigne. Elle produit beurre, crème, yaourt, mascarpone, lait au cacao, à la mangue, stockés dans un magasin haut de 25 mètres.

### Énergie
La Sardaigne produit un surplus d'électricité, tout en bénéficiant d'une industries chimique et pétrochimique mais est restée la seule région d'Italie qui n'a pas accès au gaz . L'île exporte de l'électricité vers la Corse et la péninsule italienne. Du fait de sa position géographique et de la volonté de la région, la Sardaigne se présente en chef de file du projet ENERMED (pour ENERgie MEDiterranée) visant à promouvoir les énergies renouvelables. Par exemple en ce qui concerne l'implantation d'éoliennes : « le potentiel éolien est donc important dans le nord de la Sardaigne. Tous les facteurs sont réunis pour favoriser l’implantation d’éoliennes : présence de vents réguliers, existence de larges espaces à faible densité de population, et accès aisé aux zones potentielles. À ce titre, l’Union européenne (UE) considère la Sardaigne comme un site idéal pour le développement de ce type de production d’électricité et a décidé de financer leur construction. Les objectifs sont de contribuer à l’indépendance énergétique de l’UE et de réduire les émissions de combustibles fossiles, dans le cadre du respect des objectifs du Protocole de Kyoto ». Vient s'associer à cela d'autres fonds comme à Nurri. En effet, EDF et ENEL s'y sont associés en 2004 pour réaliser un parc éolien de 22 MW. Mais ENEL va plus loin, car il double sa production en Sardaigne en 2006, par la création du parc éolien de Sedini.
La Sardaigne a été épargnée par la grande coupure d'électricité italienne de 2003, cette île « étant connectée au continent par un câble sous-marin en courant continu », ce qui peut permettre d'élaborer un système de protection énergétique dans le cadre des interconnexions entre pays.
En ce qui concerne les énergies fossiles, la Sardaigne est amenée à devenir un point de passage important entre le continent africain et l'Europe. En effet, l'Algérie voulant mettre en place une exportation énergétique vers l'Europe, est mis à l'étude un projet de gazoduc vers la Sardaigne, qui pourrait ensuite approvisionner l'Italie et la Corse.

## Transport

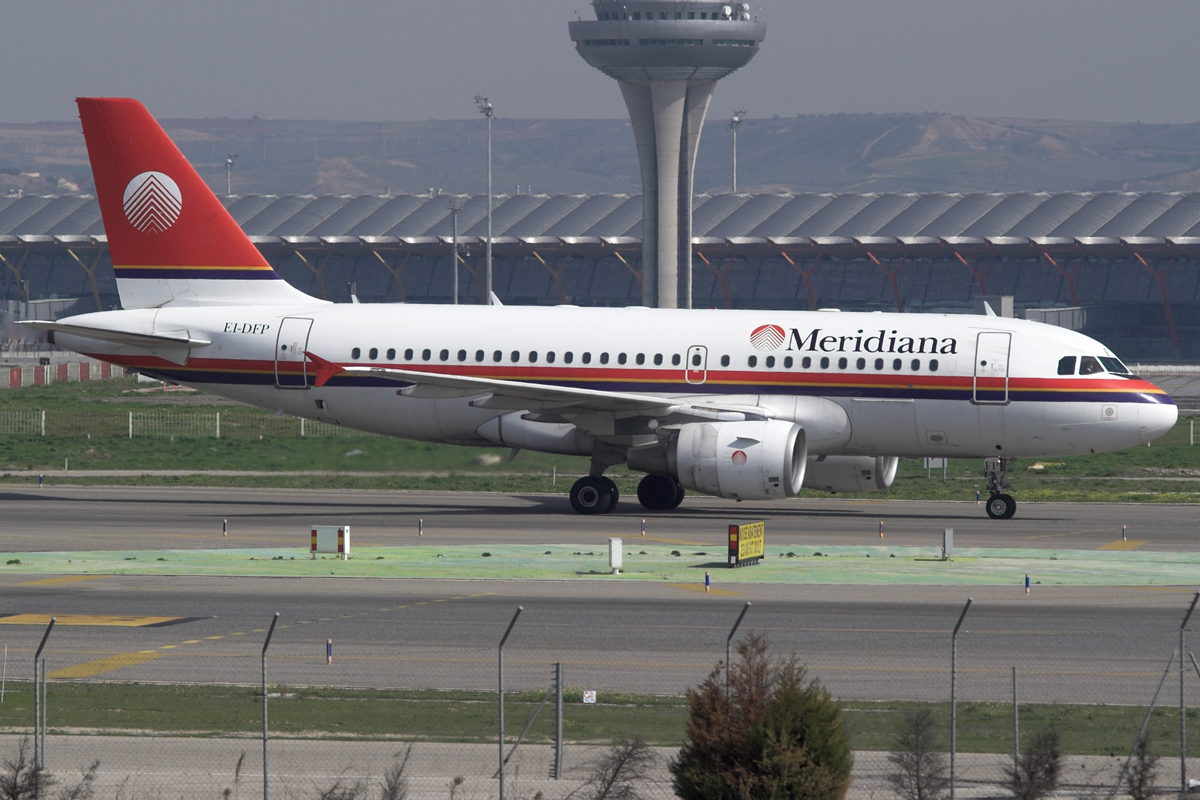
Meridiana : compagnie aérienne sarde.

### Accès à l'île

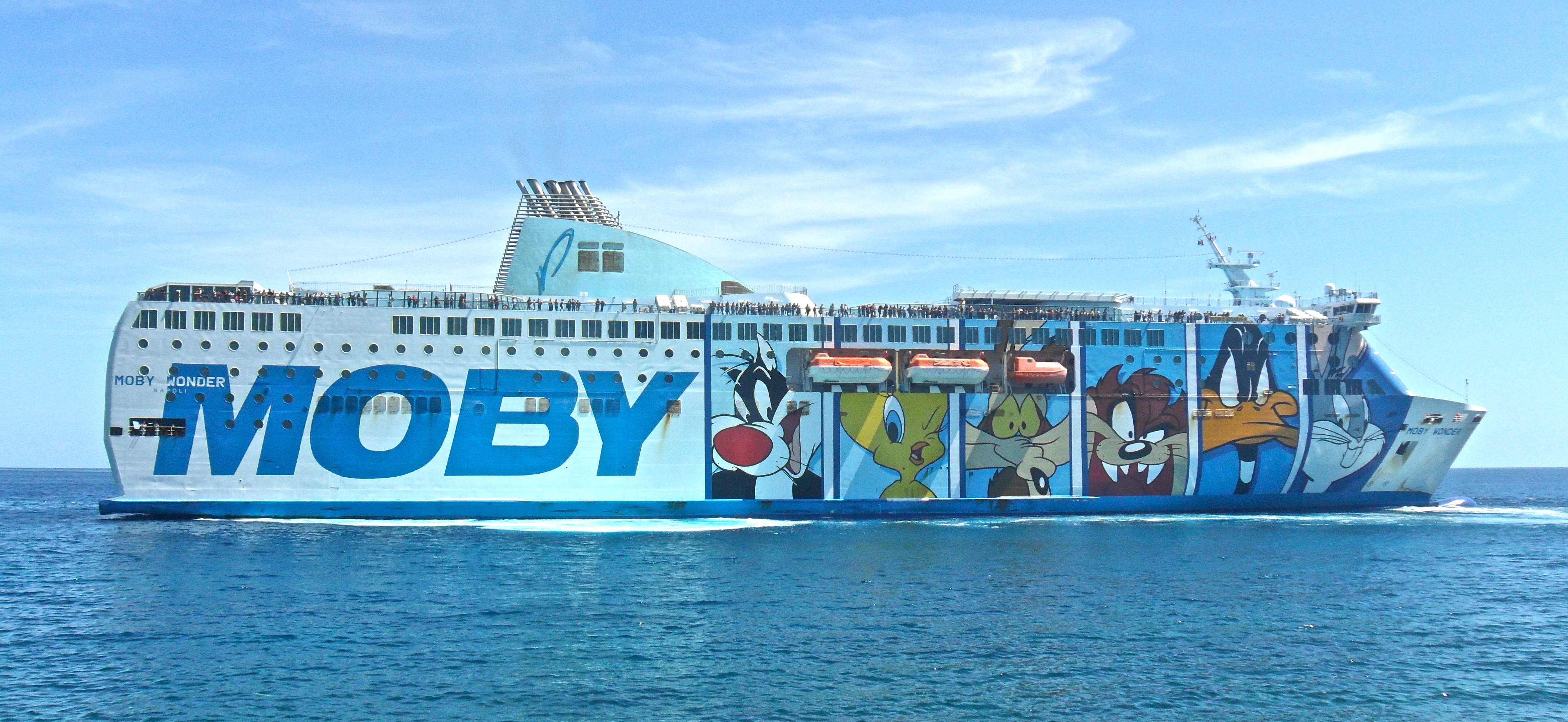
Les ferries de la compagnie Moby Lines, reconnaissables à leurs livrées particulières représentant des personnages issus des Looney Tunes, assurent toute l'année la liaison entre la Sardaigne et le continent.

Il est possible d'accéder à l'île par le ferry ou l'avion. Le ferry offre l'avantage de pouvoir partir avec sa voiture, et comme inconvénient le temps de la traversée. Pour la France, on trouve des départs de Marseille et Toulon vers Porto Torres, mais également de Bonifacio vers Santa Teresa Gallura.
Les villes en partance d'Italie sont Gênes, Civitavecchia, Naples et Livourne. Les prix d'une traversée sont comparables à ceux d'un vol sur une compagnie à bas coûts.
Le transport aérien s'effectue via les aéroports de Cagliari-Elmas (au sud), d'Alghero-Fertilia et celui de l'aéroport d'Olbia, siège depuis 1963 d'Alisarda devenue Air Italy en 2018 et qui a contribué à faire de l'île une destination touristique majeure. Les aéroports sardes sont notamment desservis à partir des aéroports de Rome, Milan, Turin et Naples depuis l'Italie.
Cependant, le premier a des vols directs provenant de Londres Luton, et le second de Londres Stansted. Les villes de Cagliari et Alghero sont desservies par des vols directs depuis l'aéroport à bas coût de Paris-Beauvais et également à partir de l'aéroport de Marseille Provence. Depuis 2009, la compagnie Ryanair a inauguré une série de vols depuis différentes villes européennes (dont l'aéroport de Charleroi-Bruxelles-Sud) vers les aéroports d'Elmas et Fertilia. Il existe aussi un petit aéroport à Tortoli desservi depuis Elmas, Olbia et Fertilia par de petits avions bimoteurs.
La naissance de la compagnie aérienne Alisarda faisait partie des « retombées » économiques du développement touristique, dans les années 1960, au cours des premières décennies d'existence du Tourisme en Sardaigne. Par la suite, le 3 mai 1991, débutent ses premiers vols internationaux vers Barcelone, Paris, Londres et Francfort qui en font une grande compagnie aérienne. Encore très rentable en 1998, sa situation se détériore ensuite.
En mars 2017, la Commission européenne donne son feu vert à l'achat de 50 % d'Alitalia par la compagnie Qatar Airways qui veut en faire la marque numéro 1 du transport aérien en Italie, avec une classe business sur chaque vol. L'objectif est alors de passer, en seulement quatre ans, de 11 à 50 appareils et de seulement 2,6 millions à 10 millions de passagers.
Le 19 février 2018, la compagnie est rebaptisée Air Italy,. Mais moins de deux ans et demi après, des centaines de millions de pertes financières causent l'arrêt de l'exploitation et la mise en liquidation, ce qui met 1 200 emplois en jeu. Malgré ses difficultés, Alitalia a maintenu la concurrence contre Alitalia[incompréhensible], se battant plus que jamais, en particulier sur les vols vers la Sardaigne, le duo Air Italy-Alisarda a souffert en particulier de l'arrêt du Boeing 737 MAX.

### Transports intérieurs

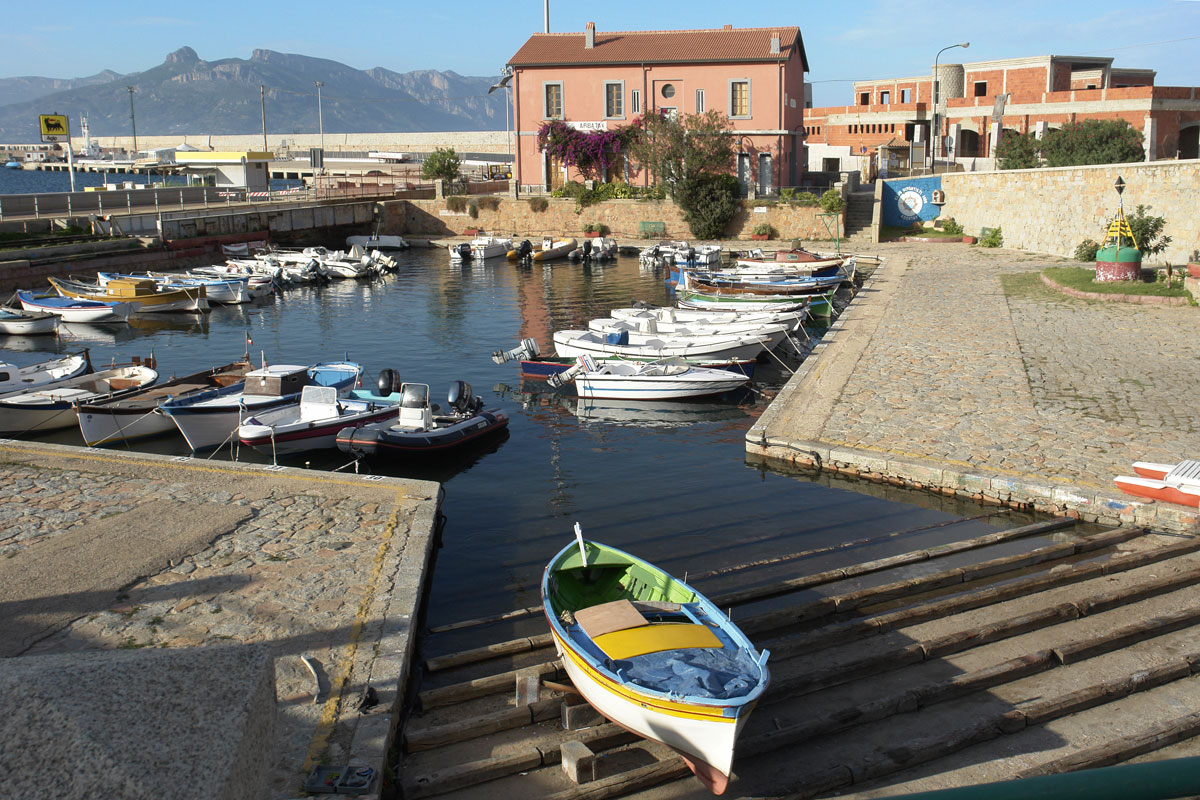
La gare et port d'Arbatax.

Sur place, il est possible de traverser toute l'île en train, et en particulier avec le trenino verde (petit train vert), à vocation touristique. Il dessert les villes de Mandas, Arbatax, Isili, Sorgono, Macomer, Bosa, Tempio, et Palau.
On peut également se déplacer en bus avec diverses compagnies régionales, ou bien sûr en voiture.
Contrairement à la Corse, le réseau routier en Sardaigne comprend des voies rapides à travers l'île, qui « permettent de se déplacer facilement » d'une région à l'autre.
La route principale est la SS 131, le long du tracé d'une ancienne voie romaine qui traverse l'île du nord au sud.

## Faune et flore
La Sardaigne, par sa faible densité de population, est restée très sauvage dans des vastes régions. On y retrouve donc une belle variété de faune et de flore, ainsi que de nombreuses espèces endémiques en raison de l'isolement. De plus, une équipe de recherche de l’université de Cagliari, a mis en évidence « 65 espèces végétales ayant des propriétés médicales » seulement dans le sud-ouest de l'île.
En raison du nombre important d'animaux marins, dont des crustacés, dans ses eaux, les Grecs nommèrent la sardine d'après le nom de la Sardaigne.

### Parcs naturels protégés
Le visiteur peut trouver pas moins de neuf parcs naturels sur le territoire sarde, qui ont vocation à protéger la nature et faciliter la randonnée en Sardaigne, parmi lesquels trois nationaux et six régionaux :

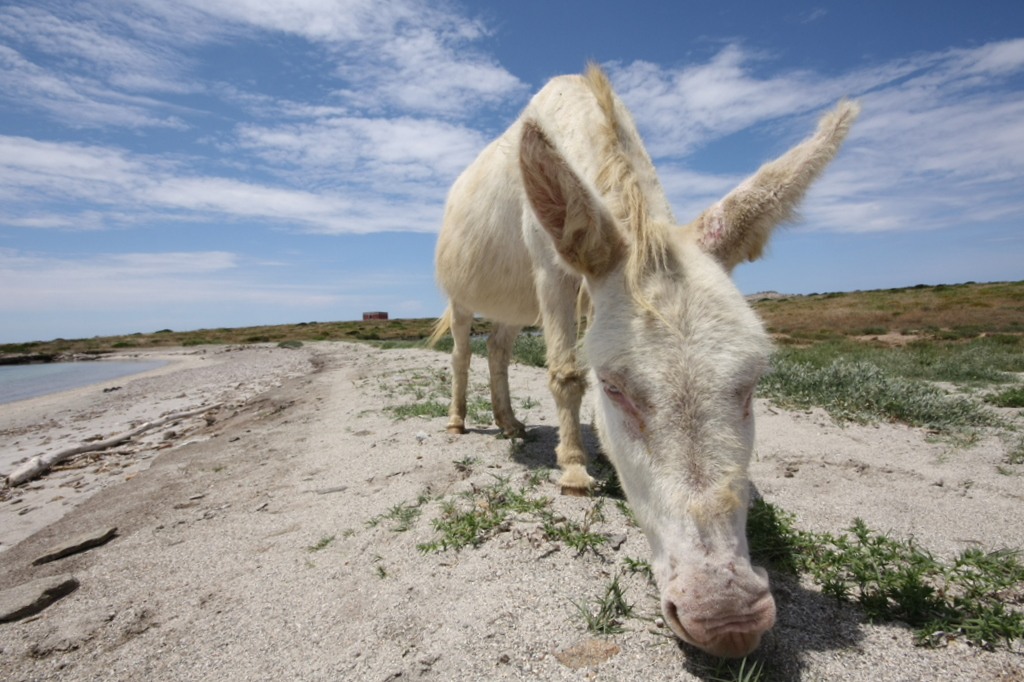
Âne de l'Asinara.

- le parc national du Gennargentu est unique en Sardaigne par les sites archéologiques qui y ont été découverts, comme la grotte de Corbeddu (it) (nommée en souvenir du bandit sarde Giovanni Corbeddu Salis) d'où ont été mis au jour les plus anciens restes osseux de la Sardaigne (paléolithique inférieur) ;
- le parc national de l'Asinara est une île sarde (longueur : 17,5 km, largeur max : 6,14 km) dont les paysages sont très diversifiés, mais surtout avec des traces historiques très importantes, tel qu'un camp de prisonniers de la Première Guerre mondiale ;
- le parc national de l'archipel de La Maddalena est un parc marin, parmi les plus riches de la Méditerranée en espèces rares et souvent protégées. Lui aussi est d'importance sur le plan historique, avec des épaves romaines entre autres. Par ailleurs, Giuseppe Garibaldi y vécut de 1854 à 1882 sur une des petites îles de l'archipel, où il mourut ;
- le parc naturel régional de Molentargius (it) - saline de Cagliari, avec ses deux étangs d'eau douce et salée, et son complexe archéologico-industriel. Dans cet environnement, on trouve notamment une population importante de flamants roses, installés depuis les années 1990 seulement ;
- le parc naturel régional de Porto Conte (it) - Capo Caccia, près d'Alghero, a un environnement permettant de trouver près de 35 espèces de mammifères (daim, sanglier...), et 135 d'oiseaux (faucon pèlerin…) marins ou non, pouvant nicher dans les falaises. On y trouve également de nombreuses espèces florales endémiques. Les falaises recèlent des grottes importantes émergées ou submergées dont la plupart sont fermées au public ;
- le parc régional du mont Limbara (it), se trouvant dans la province de Sassari, est remarquable par le fait de sa population de chêne-liège ;
- le parc régional de la Giara de Gesturi. Vaste de 30 km2, ce parc est en fait un haut plateau où vivent les petits et puissants chevaux à l'état semi-sauvage ;
- le Parc régional du mont Arci est un massif d'origine volcanique ;
- le parc régional du mont Linas est un massif montagneux (environ 1 000 m) qui se trouve dans le sud de l'île près de la commune de Villacidro. On y trouve des mouflons et des cerfs sardes.

On peut également noter la présence de plusieurs parcs ou oasis privés, appartenant à diverses organisations telle que le WWF.

### Exemples d’espèces

#### Exemples de faune sarde
- l Âne sarde

- L'azuré sarde (insecte)
- Le porte-queue de Corse (insecte)
- La piéride tyrrhénienne (insecte)
- L'euprocte de Sardaigne

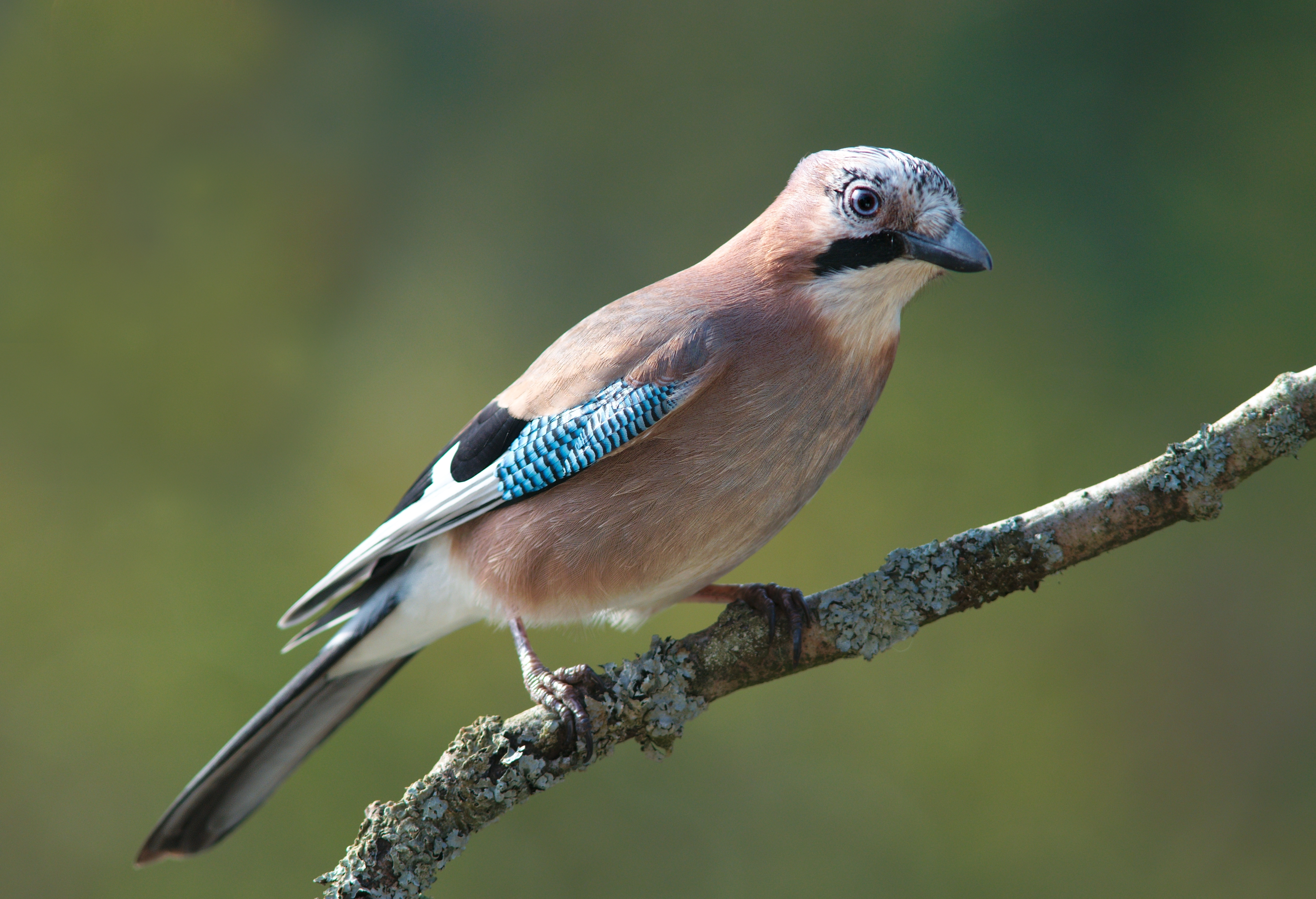
Photographie d'un Geai des chênes.

- Nombreux rapaces tels que la buse, le sparviere sarde ou l'astore sarde (it) (rare)
- L'érismature à tête blanche
- Le geai des chênes
- La fauvette sarde
- Le faucon d'Éléonore
- L'Accipiter gentilis arrigonii
- La belette
- Le cheval de la Giara (le seul cheval sauvage d'Europe)
- Le cerf élaphe de Corse
- L'âne albinos de l'île d'Asinara
- Le grand dauphin, le long des côtes[124]

#### Exemples de flore sarde
- Le myrte

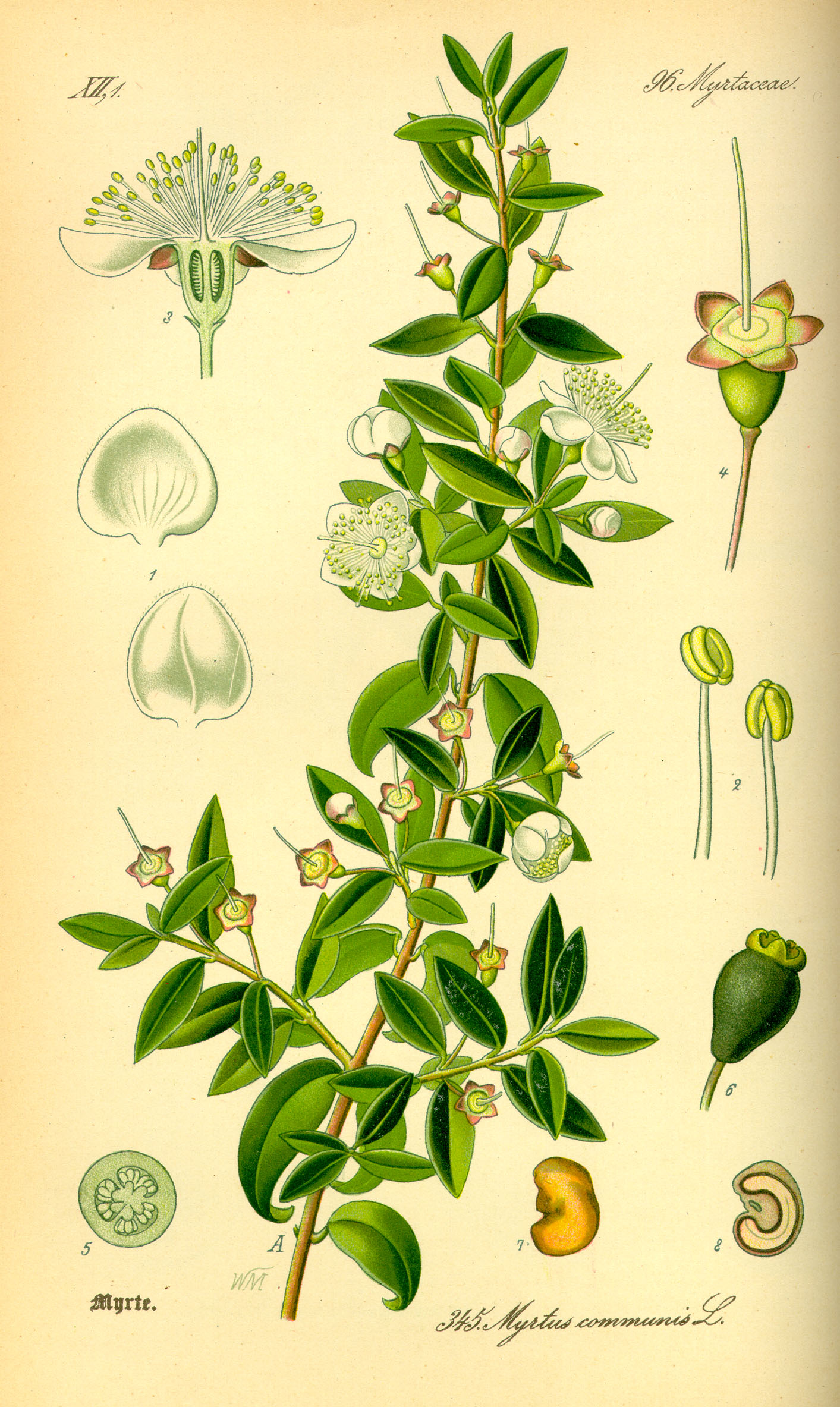
Myrte commune.

- Le buis, mais également le buis des Baléares
- La Catananche lutea
- Le figuier de Barbarie
- Le genévrier thurifère (menacé)
- Le chardon de Sardaigne
- La Scrophularia trifoliata
- Diverses orchidées endémiques sardes
- La violette corse
- L'Urtica atrovirens sarde

### Homonymie
- Sarda (homonymie)
- Sarde (homonymie)
- Sardi (homonymie)
- Sardo (homonymie)